# Sarah Michelle Gellar
Sarah Michelle Prinze (née Gellar) est une actrice, productrice et entrepreneure américaine, née le 14 avril 1977 à New York.
Repérée par un agent artistique alors qu'elle est encore enfant, Sarah Michelle Gellar commence sa carrière avec des publicités puis devient l'égérie de la chaine de restauration Burger King. Elle fait ses débuts à l'âge de 6 ans dans le téléfilm An Invasion of Privacy (1983) avant d'obtenir son premier rôle important dans la série dramatique pour adolescents Swans Crossing, diffusée en syndication, puis accède à un début de notoriété avec le rôle de Kendall Hart dans le soap-opéra La Force du destin qui lui vaut un Daytime Emmy Award en 1995.
Le tournant de sa carrière intervient lorsqu'elle remporte le rôle de Buffy Summers dans la série fantastique Buffy contre les vampires, rôle qu'elle tient de 1997 à 2003, soit 7 saisons et 144 épisodes, et qui fait d'elle une star mondiale. Son interprétation lui permet notamment de décrocher 4 Teen Choice Awards, un Saturn Award et une nomination aux Golden Globes en 2001. À la fin des années 1990 et au début des années 2000, en parallèle à Buffy contre les vampires et du succès qu'elle acquiert, l'actrice tourne pour le cinéma avec des rôles variés et tout d'abord tournés vers les adolescents comme les slashers Souviens-toi... l'été dernier et Scream 2 en 1997, la comédie dramatique Sexe Intentions (1999), l'adaptation de Scooby-Doo (2002) et sa suite Scooby-Doo 2 : Les monstres se déchaînent (2004) et l'angoissant The Grudge (2004). L'actrice connait ensuite quelques échecs avec The Return (2006) et Southland Tales (2006) avant de se tourner vers un cinéma plus indépendant avec Une fille à la page (2007), Possession et Veronika décide de mourir (2009), sans grand succès.
Après une pause dans sa carrière pour s'occuper de sa famille à la naissance de ses deux enfants, en 2009 et en 2012, issus de son union avec l'acteur Freddie Prinze Jr., l'actrice tente dans les années suivantes plusieurs retours télévisuels, notamment avec les séries Ringer (2011 à 2012), The Crazy Ones (2013 à 2014) et Wolf Pack (2023), qui sont toutes les trois annulées au bout d'une seule saison. En 2015, l'actrice se lance dans l'entreprenariat et cofonde Foodstirs, une entreprise en e-commerce qui produit des kits de pâtisserie, des mélanges et des friandises cuites au four. Elle sort son livre de cuisine intitulé Stirring Up Fun with Food, publié en 2017. L'actrice à également plusieurs fois prêté sa voix, notamment dans les séries d'animation Robot Chicken, Star Wars Rebels (2015 à 2016) et Les Maîtres de l'univers : Révélation (2021). Sarah Michelle Gellar renoue finalement avec le succès grâce à la série Dexter : Les Origines depuis 2024 et annonce en 2025 reprendre son rôle de Buffy dans la suite de la série Buffy contre les vampires qui sera réalisée par Chloé Zhao. L'actrice recevra son étoile sur le célèbre Walk of Fame à Hollywood en 2026.

## Biographie

### Enfance et formation

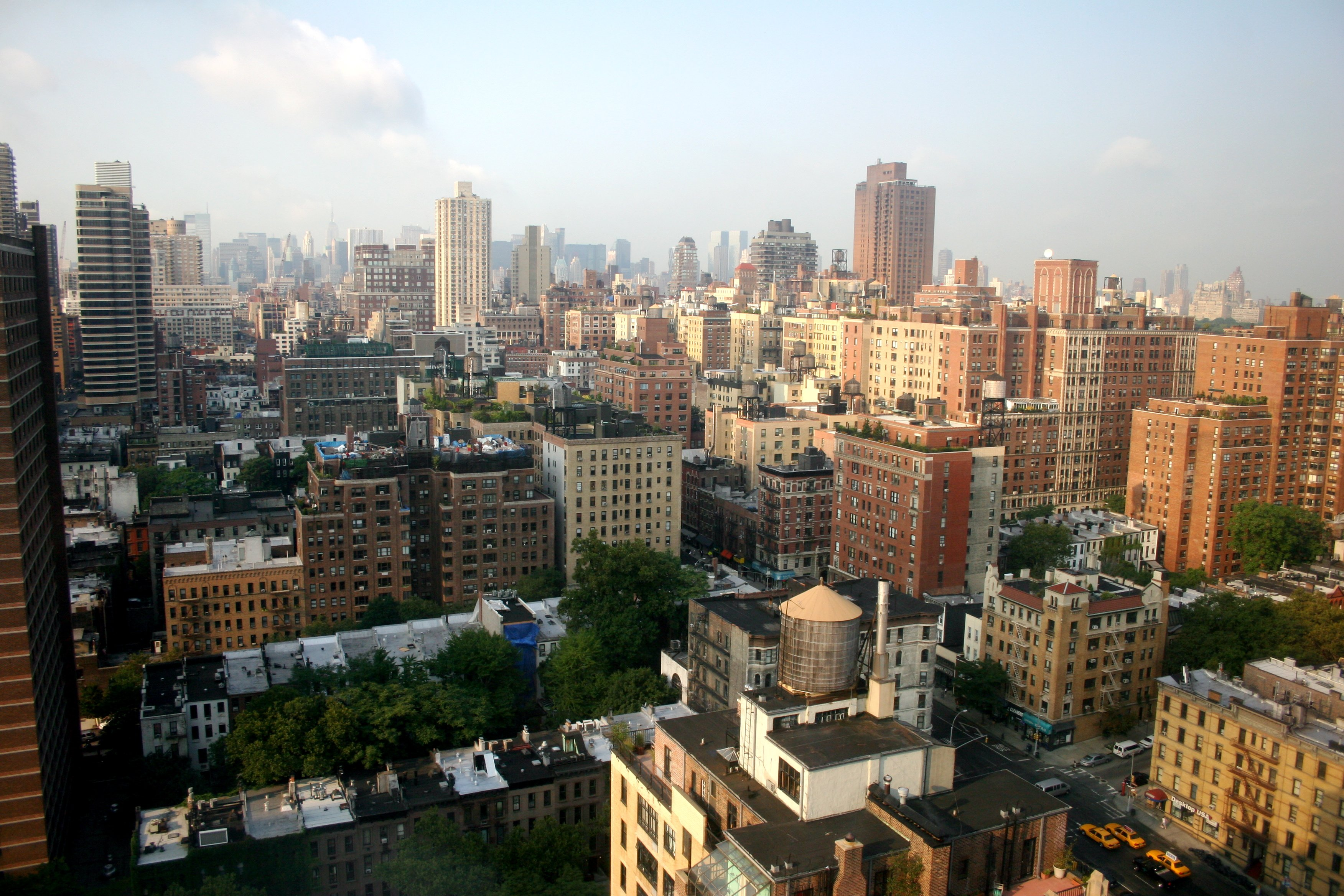
Upper East Side, quartier où a grandi Sarah Michelle Gellar. Vue depuis la.

Sarah Michelle Gellar est née à New York, aux États-Unis, le 14 avril 1977, elle est la fille unique de Rosellen Greenfield (née Greenfield), institutrice en maternelle, et d'Arthur Gellar, ouvrier dans l'industrie textile,. Ses grands-parents maternels étaient tous deux des immigrants hongrois et juifs. Ses parents, juifs aussi, ne sont pas pratiquants et chaque année à Noël, ils décorent un sapin.
En 1984, alors âgée de sept ans, ses parents divorcent et elle est élevée uniquement par sa mère, dans l'Upper East Side, un quartier de New York,. En grandissant, elle perd contact avec son père et n'entretient plus aucune relation avec lui jusqu'à sa mort, le 9 octobre 2001, d'un cancer du foie,. Au sujet de son père, elle le décrit comme « non existant » et déclare : « Mon père, on peut dire qu'il n'est pas dans le tableau. Je ne cherche pas à être évasive à son sujet, c'est juste qu'il n'y a pas grand-chose à dire »,,. Souffrant de l'absence d'image paternelle, elle déclare en juin 2000 : « Il n'y a rien de plus terrible que de se sentir rejetée par un membre de sa famille, c'est un sentiment horrible qui vous empêche par la suite d'aimer quelqu'un. À cause de mon père, j'ai eu une très mauvaise image des hommes. Grâce au métier d'actrice, j'ai appris à m'aimer et à avoir enfin confiance en moi ».
En grandissant, elle pratique le patinage artistique de compétition, terminant troisième lors d'une compétition régionale dans l'État de New York, jusqu'à ce que sa mère lui demande d'arrêter ce sport pour se concentrer davantage sur ses études et le métier d'actrice. Elle est également ceinture noire de taekwondo. Alors avec une mère célibataire vivant « juste au-dessus du seuil de pauvreté »,, Sarah Michelle Gellar obtient plus tard une bourse partielle pour étudier à la Columbia Grammar & Preparatory School, où elle a été victime d'intimidation et de harcèlement,. Le 13 octobre 2006, dans un article du média britannique The Independent, elle a déclare à ce sujet : « J'étais différente, et c'est la seule chose que l'on ne peut pas être à l'école, car on est ostracisé. Je n'avais pas l'argent que ces enfants avaient »,. En tant qu'enfant actrice, elle était souvent absente des cours et se souvient avoir eu « plus d'absences au cours du premier mois que ce qu'on est censé avoir en une année,. » Elle fréquente ensuite brièvement la Fiorello H. LaGuardia High School of Music & Art and Performing Arts, mais abandonne ses études en raison de ses obligations professionnelles. Elle entre en octobre 1992 à la Professional Children's School, un lycée réservé aux élèves ayant des activités extra-scolaires importantes, et en obtient son diplôme en 1994 avec la mention « straight A » (toutes les notes maximales) et une moyenne de 4,0, ce qui correspond en France à un A,, soit une moyenne située entre 14 et 20. Ses camarades d'écoles sont plus tard devenus acteurs comme elle à l'image de Tara Reid, Ben Taylor, Jerry O'Connell, Donald Faison, Cari Shayne et Macaulay Culkin. Comme elle a passé beaucoup de temps à travailler sur La Force du destin tout en « essayant d'obtenir son diplôme », elle a suivi la majeure partie de sa dernière année dans le cadre d'un programme d'études guidées.

### Carrière

#### Débuts précoces (1981 - 1991)

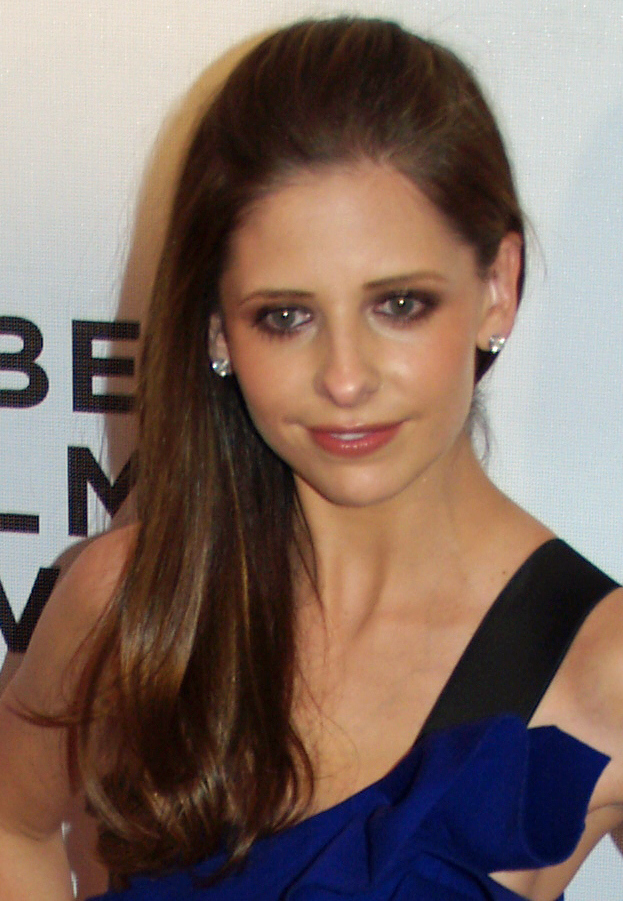
Sarah Michelle Gellar au Festival du Film de Tribeca en mai 2007.

En 1981, à seulement 4 ans,, elle est remarquée par un directeur de casting alors qu'elle déjeune dans un restaurant à Manhattan avec sa mère. Deux semaines plus tard, elle auditionne pour un rôle dans le téléfilm An Invasion of Privacy, mettant en vedette Valerie Harper, Carol Kane et Jeff Daniels. Lors de son audition, elle dit ses répliques mais aussi celles de Valerie Harper et impressionne les réalisateurs, qui lui donnent le rôle,. Ce téléfilm ne sera diffusé qu'en janvier 1983 sur la chaîne CBS.
Pendant son enfance, Sarah Michelle Gellar apparaît dans de nombreuses publicités à la télévision pour des marques telles que Shake 'n Bake, Avon Products, qui est une entreprise américaine de cosmétiques, parfum et accessoirese et la chaîne de restauration Burger King. Une publicité télévisée de 1982, dans laquelle elle affirmait que Burger King faisait des hamburgers plus gros et meilleurs que ceux de son concurrent McDonald's, a sans doute été la première publicité négative lancée dans l'industrie de la restauration rapide. Furieux, les dirigeants de la société mère de McDonald's poursuivent en justice l'agence de publicité, Burger King et Sarah Michelle Gellar elle-même en déposant une plainte en diffamation. L'actrice, alors âgée de seulement 5 ans, n'est alors plus autorisée à pouvoir manger chez McDonald's,,. Elle cite : « C'était pénible parce que tous mes amis fêtaient leurs anniversaires chez McDonald's. J'ai donc manqué beaucoup d'occasions de manger de la tarte aux pommes ! ». L'affaire est finalement réglée à l'amiable. Elle a également travaillé comme mannequin pour Wilhelmina Models.
Au cours des années 1980, Sarah Michelle Gellar développe sa carrière et commence à incarner des personnages mineurs dans les films Over the Brooklyn Bridge en 1984, Crossroads en 1986 et Funny Farm en 1988, bien que ses scènes dans les deux derniers aient été coupées. Elle fait aussi des apparitions dans diverses séries télévisées telles que Spenser, dans laquelle elle apparaît lors de l'épisode 17 de la saison 3 diffusé le 12 mars 1988, et dans le 13e épisode de la saison 2 de Guillaume Tell, dont le tournage se déroule en France et avec une date de diffusion fixée au 6 août 1988,. Sarah Michelle Gellar apparaît aussi dans un sketch sur la sécurité lors de l'épisode du 11 novembre 1985 de l'émission Late Night with David Letterman. Elle obtient ensuite un rôle plus important en incarnant la fille d'une prostituée dans le thriller de série B High Stakes (1989). À l'âge de neuf ans, elle monte sur les planches pour jouer dans la pièce The Widow Claire, une production Off-Broadway de Horton Foote,,. Elle apparaît également (sans y être créditée) dans les vidéos Camp Melody et U.S.S. Songboat du Kids-Sing-a-Long. En 1989, elle coanime le talk-show pour adolescents Girl Talk de façon brève aux côtés de Soleil Moon Frye,.
Sarah Michelle Gellar remonte ensuite sur les planches mais cette fois-ci celles du Old Globe Theatre de San Diego, en Californie pour interpréter le rôle de Mollie, une adolescente de 13 ans, dans la première production de la pièce Jake's Women de Neil Simon avec Stockard Channing, Peter Coyote et Joyce Van Patten. Elle rejoint le casting quand ce dernier arrive à Broadway, de mars à avril 1990. En 1991, elle est choisie pour incarner la jeune Jacqueline Bouvier dans A Woman Named Jackie. Cette mini-série de 3 épisodes remporte l'Emmy Award de la meilleure mini-série en 1992.

#### Notoriété grandissante (1992 - 1996)
C'est cette même année qu'elle obtient son premier rôle principal, celui de de Sidney Orion Rutledge (la fille manipulatrice du maire), dans la série télévisée pour adolescents Swans Crossing diffusée en 1992. Cette série raconte la vie d'un groupe d'adolescents riches. Pour Sarah Michelle Gellar, jouer un personnage « méchant » lui permet d'acquérir « des compétences d'actrice plus variées et meilleures », tandis que le salaire hebdomadaire que lui rapporte ce rôle constitue une aide financière pour elle et sa mère. La série est diffusée le temps d'une seule saison de 65 épisodes et lui a vaut deux nominations aux Young Artist Awards dans la catégorie « Meilleure jeune actrice ».
À partir de 1993, Sarah Michelle Gellar fait ses débuts dans le feuilleton télévisé La Force du destin, diffusé sur ABC, dans le rôle de Kendall Hart : ce personnage est la fille du personnage Erica Kane (interprété par Susan Lucci), abandonné à la naissance par cette dernière qui est tombée enceinte de Kendall après un viol. Kendall est décrite comme une adolescente turbulente, perçue comme une antagoniste de la série, censée être une version plus jeune du personnage d'Erica. Lorsqu'elle obtient le rôle, l'actrice est félicitée pour son talent d'actrice et sa « forte personnalité », qualités indispensables pour tenir tête à l'expérience de Lucci. Le tournage de ses scènes démarre le 24 février 1993 à New York. Son passage dans la série est couronné de succès, les fans de longue date du feuilleton la voyant comme « la réincarnation d'Erica ». Les scénaristes lui donnent davantage de place après son accueil favorable du côté des spectateurs et elle devient une figure incontournable du soap-opéra. Après une première nomination aux Daytime Emmy Awards dans la catégorie « Meilleure jeune actrice dans une série télévisée dramatique » en 1994 pour sa performance, le tournant dans sa carrière intervient l'année suivante lorsqu'elle remporte ce même prix à tout juste dix-huit ans. En raison du tournage de la série, Sarah Michelle Gellar se verra dans l'obligation de refusé plusieurs rôles dans des films comme Clueless (1995), La Chasse aux sorcières et Romeo + Juliette (1996).
Toujours en 1995, Sarah Michelle Gellar quitte la série et déménage à Los Angeles pour poursuivre sa carrière d'actrice,. En 1996, elle tourne un téléfilm pour Walt Disney baptisé Les Nouveaux Robinson, dans lequel elle incarne une adolescente gâtée nommée Jane Robinson. Durant l'année, l'actrice reçoit le script d'une future série à venir réalisée par Joss Whedon : Buffy contre les vampires. L'inspiration pour cette série vient tout d'abord de Rhonda the Immortal Waitress qui, selon Whedon, était la première incarnation du concept de Buffy : « une femme qui a l'air d'être totalement insignifiante et qui se révèle extraordinaire ». L'idée se développe ensuite pour devenir l'inversion de la formule hollywoodienne qui veut que « la jeune fille blonde qui va dans une ruelle sombre se fasse tuer dans tous les films d'horreur ». Ce sujet est tout d'abord adapté en film, dont Whedon en est le scénariste : Buffy, tueuse de vampires. Le film sort le 31 juillet 1992 avec  Kristy Swanson dans le rôle-titre. Mais le succès ne sera pas au rendez-vous : le film est très tièdement accueillis par la critique, avec à l'origine des divergences artistiques entre la réalisatrice Fran Rubel Kuzui, qui décrit le film comme « une comédie de culture populaire sur ce que les gens pensent des vampires » alors que Whedon révèle : « J'avais écrit un film effrayant à propos d'une femme qui s'est émancipée, et ils en ont fait une comédie légère. C'était à vous briser le cœur ». Joss Whedon sera recontacté en 1996 par Gail Berman, cadre chez la Fox, afin qu'il développe le concept de Buffy dans une série télévisée. Cette série suit donc le personnage de Buffy Summers, une adolescente chargée de combattre des ennemis occultes et des phénomènes surnaturels la nuit tout en affrontant son quotidien de simple lycéenne le jour. L'actrice passe tout d'abord une audition pour le rôle de Cordelia Chase avant que Whedon ne lui demande ensuite de revenir pour auditionner pour le rôle-titre,. Pour les besoins du rôle, Sarah Michelle Gellar se teint les cheveux en blond et se sert de ses connaissances en sport de combat puisqu'elle a pratiqué plus jeune le taekwondo pendant cinq ans et a également étudié le kick-boxing, la boxe, le combat de rue et la gymnastique.

#### Révélation (1997 - 1999)

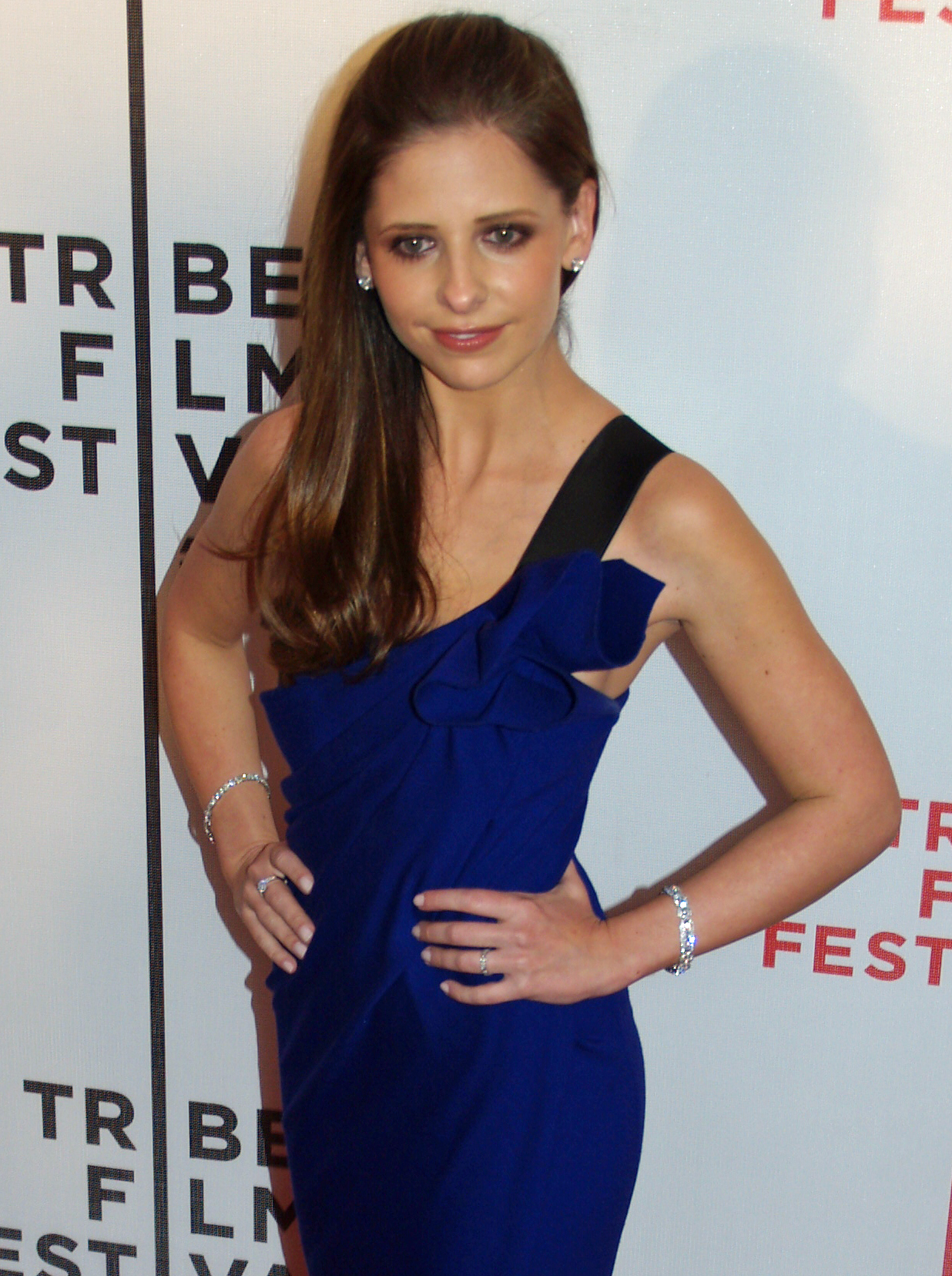
Sarah Michelle Gellar au Festival du film de Tribeca en mai 2007.

Le téléfilm Les Nouveaux Robinson est diffusé à la télévision le 25 janvier 1997. La série Buffy contre les vampires est quant à elle diffusée pour la première fois à partir du 10 mars 1997 et est bien reçue par la critique et le public, avec un score de 97% de critiques positives sur Rotten Tomatoes basé sur 37 critiques avec un consensus critique affirmant que « Buffy se fraye un chemin dans le lexique de la culture pop dès sa première saison, qui pose les bases de l'une des plus grandes séries télévisées pour adolescents sur le thème du surnaturel ». Sarah Michelle Gellar est également acclamé pour son jeu : le critique Mikelangelo Marinaro, du site Critically Touche loue les performances de l'actrice et de son partenaire de jeu David Boreanaz dans l'épisode Alias Angelus, le septième de la saison. Pour le dernier épisode de la saison, baptisé Le Manuscrit, Jarett Wieselman encense le jeu d'actrice de Sarah Michelle Gellar dans sa critique pour le New York Post : « Lorsque Buffy apprend la nouvelle de sa mort prédestinée, SMG livre l'une de ses meilleures performances et confirme la capacité de la série à manier le drame avec autant d'habileté que l'action et la comédie. » et, de façon plus globale : « Sarah Michelle Gellar porte littéralement toute la première saison, annonçant l'arrivée d'un nouveau talent télévisuel exceptionnel. »  selon Steven Horn du site IGN.
La seconde saison de Buffy contre les vampires est diffusée à partir du 15 septembre 1997 avec 4,37 millions de téléspectateurs au rendez-vous pour son premier épisode. Celle-ci est également très bien reçue par la critique, affichant un score de 92% de critiques positives et un consensus disant que « Buffy trouve ses marques dans la deuxième saison, qui parvient à équilibrer avec aisance les phénomènes surnaturels et les événements du lycée. » Pour la BBC, l'interprétation de Sarah Michelle Gellar dans l'épisode La Métamorphose de Buffy est « excellente ».
Lors de la diffusion de la saison 2 de Buffy contre les vampires, l'actrice fait ses premières apparitions majeures au cinéma avec deux films d'horreur à succès : dans Souviens-toi... l'été dernier, elle incarne la reine de beauté au destin tragique Helen Shivers, poursuivie par un tueur habillé en ciré et armé d'un crochet dans la ville de Southport aux côtés de ses amis suite à un accident de la route qu'ils ont causé. Elle donne alors la réplique a d'autres acteurs montants de l'industrie comme Jennifer Love Hewitt, Ryan Phillippe ou encore Freddie Prinze Jr. Le Washington Post trouve le casting « solide », dans ce que le San Francisco Chronicle décrit comme un film « compétent mais sans inspiration ». Grant Hermanns écrit dans sa critique pour Screen Rant : « Gellar est également incroyable dans le rôle d'Helen, exprimant avec subtilité la tristesse du personnage face à ses grands rêves d'après-lycée qui ne se réalisent pas. » The Guardian déclare même que « les personnages principaux sont brillamment et authentiquement interprétés par les quatre acteurs principaux, qui sont les membres clé de la représentation d'une bande de jeunes de la fin des années 90. » Dans son éloge de l'actrice en temps que « Scream Queen », parue le 13 janvier 2022, le journaliste Alex DiVincenzo parle de la performance de l'actrice dans la scène de course poursuite comme de u moment fort du film. Globalement, le film est tièdement accueillis par la critique, avec un score de 49% de critiques positives sur Rotten Tomatoes. Cependant, avec un budget de 17 millions de dollars, le film est un énorme succès au box-office puisqu'il rapporte 125 millions de dollars dans le monde, dont 72 millions rien qu'en Amérique du Nord. De son côté, Sarah Michelle Gellar remporte le Blockbuster Entertainment Award de la « Meilleure actrice dans un second rôle dans un film d'horreur » et est nommée aux MTV Movie & TV Awards dans la catégorie « Meilleure révélation » en 1998.
Puis, en décembre 1997, sort le film Scream 2 dans lequel elle incarne un personnage tout aussi malchanceux mais plus secondaire, cette fois-ci celui de Cici Cooper, une étudiante membre d'une sororité au sein d'une université. Sarah Michelle Gellar tourne alors ses scènes entre les prises de Buffy contre les vampires et vient tout juste de terminer le tournage de Souviens-toi... l'été dernier. Malgré un emploi du temps chargé, elle accepte de jouer dans Scream 2 sans avoir lu le scénario, mais uniquement en se basant sur le succès planétaire du premier film sorti un an plus tôt. Scream 2 quant à lui réalise pratiquement les mêmes chiffres que son prédécesseurs au box-office, rapportant plus de 172 millions de dollars américains dans le monde entier et cumule d'excellentes critiques. Le 17 janvier 1998, l'actrice anime le Saturday Night Live pour la première fois. La même année, elle prête sa voix à la poupée Gwendy dans le film Small Soldiers, et au personnage de Marie dans le second épisode de la troisième saison de la série d'animation Les Rois du Texas, diffusé le 22 septembre 1998. Le 29 septembre débarque la troisième saison de Buffy contre les vampires qui marque un record d'audience pour un lancement de saison avec 7 millions de téléspectateurs. Pour la BBC, le « graduel changement d'état d'esprit de Buffy » dans le premier épisode de la saison est « magnifiquement dépeint » grâce à « l'interprétation de Sarah Michelle Gellar. Sa prestation est également très appréciée dans l'épisode Le Soleil de Noël.
La brève apparition de Sarah Michelle Gellar dans le rôle d'une lycéenne assise à la cafétéria dans le film à succès Elle est trop bien de 1999 est rapidement suivie par son premier rôle principal au cinéma : celui d'une restauratrice en difficulté, dans la comédie romantique Simplement irrésistible qui sort le 5 février 1999. Le film reçoit un accueil catastrophique de la part de la critique, avec un score de seulement 16% de critiques positives, et est également un échec au box-office avec seulement 4,3 millions de dollars récoltés en Amérique du Nord. La performance de l'actrice est cependant saluée par le critique Roger Ebert qui l'a trouve « adorable » dans ce qu'il qualifie de comédie « à l'ancienne ». Mais l'actrice avouera plus tard, dans les colonnes de Entertainment Weekly, que Simplement irrésistible fût un mauvais choix de sa part : « Je n'étais pas prête à faire ce film. J'étais trop jeune. Le scénario n'était pas prêt. Avant de partir [pour le tournage], je savais au fond de moi que je devais renoncer. »  
Sarah Michelle Gellar est ensuite la vedette du film romantique / dramatique Sexe Intentions, de Roger Kumble, qui est une adaptation moderne des Liaisons dangereuses dans laquelle elle y incarne Kathryn Merteuil, une cocaïnomane qui adore manipuler les gens autour d'elle. Pour l'occasion, l'actrice retrouve Ryan Phillippe, sont partenaire dans Souviens-toi... l'été dernier. L'accueil du film est mitigé du côté de la critique professionnelle (54 % de critiques positives sur Rotten Tomatoes) mais le film est largement apprécié par le public (80 % de critiques positives sur ce même site). Dans sa critique du film, Roger Ebert estime que l'actrice est « convaincante dans le rôle d'une fille brillante qui sait exactement comment utiliser son comportement de fille facile ». Il rajoute également que « le film est à son meilleur dans les scènes entre Gellar et Phillippe, qui développent une charge émotionnelle convaincante et dont la méchanceté semble agir comme un stimulant sexuel. » Rob Blackwelder, du SPLICEDWIRE, décrit sa performance comme « éblouissante » et déclare que l'actrice « plonge la tête la première dans la malveillance lascive qui rend Kathryn si délicieusement mauvaise ». Dans une interview accordée au Chicago Tribune, Kumble la décrit comme « l'actrice la plus professionnelle avec laquelle j'ai jamais travaillé ». Le film est un succès au box-office, rapportant 75 millions de dollars dans le monde, et devient un film culte,. Succès également pour l'actrice à la neuvième cérémonie des MTV Movie & TV Awards, le 3 juin 2000, lorsqu'elle obtient non seulement le trophée du « Meilleur baiser » avec sa co-star Selma Blair mais aussi celui de la « Meilleure actrice ». Sarah Michelle Gellar remporte également le trophée du « Meilleur méchant » dans un film à la toute première édition des Teen Choice Awards, le 1er août 1999.
Elle revient en tant qu'animatrice le 15 mai 1999 dans le Saturday Night Live. Dans Angel, une série dérivée de Buffy contre les vampires, Gellar a reprend son rôle-titre pour un total de trois épisodes à partir de 1999. Le 12 août 1999, Sarah Michelle Gellar signe un contrat avec la marque de cosmétiques Maybelline, dont elle devient la première ambassadrice depuis Lynda Carter dans la fin des années 1970. Elle apparaîtra à la télévision dans plusieurs spots publicitaires pour la marque jusqu'à la fin de son contrat, en 2003.

#### Continuité au cinéma et arrêt deBuffy(2000 - 2003)
En 2000, elle fait deux apparitions au mai dans le Saturday Night Live, dont une où elle présente la performance de Britney Spears sur « Don't Let Me Be the Last to Know ». Elle apparaît dans le rôle d'une directrice de studio prénommée Debbie dans l'épisode « La cité des anges » de la série Sex and the City diffusée sur HBO le 10 septembre 2000. La cinquième saison de Buffy contre les vampires démarre le 26 septembre 2000 avec une audience à 5,8 millions de téléspectateurs, un résultat supérieur au lancement des saisons 1 et 2, mais inférieur à ceux des saisons 3 et 4. Pour cette saison, un nouveau personnage du nom de Dawn Summers, la petite sœur de Buffy, fait son apparition. Lors du processus de casting pour trouver une actrice, c'est Sarah Michelle Gellar elle-même qui a suggère de jeter un œil à Michelle Trachtenberg. La performance de Sarah Michelle Gellar dans l'épisode Orphelines de cette même saison, dans lequel la mère de Buffy (Joyce Summers) meurt, est acclamée par les critiques : Nikki Stafford, dans son livre Bite Me! The Unofficial Guide to Buffy the Vampire Slayer, salue les performances des acteurs de l'ensemble de la distribution, et plus particulièrement de Sarah Michelle Gellar. Sur le site Salon.com, Joyce Millman écrit que « Orphelines devrait convaincre le comité de nomination [des Emmy Awards] que Gellar est une actrice de talent … Je ne me souviens pas avoir vu une interprétation plus poignante du choc causé par une perte. » Le critique Ian Shuttleworth loue également la qualité de jeu de l'actrice, tout comme David Bianculli du New York Daily News « salue les talents d'actrice de Sarah Michelle Gellar, Michelle Trachtenberg, Alyson Hannigan et Amber Benson. »  Sarah Michelle Gellar est nommée pour la première fois de sa carrière aux Golden Globes le 21 janvier 2001 dans la catégorie « Meilleure actrice dans une série télévisée dramatique » pour sa performance dans la série mais cette dernière ne remporte pas le titre.
Son film suivant est le drame indépendant Harvard Story de James Toback, tout d'abord présenté au Festival de Cannes le 10 mai 2001 avant d'obtenir une sortie nationale le 17 mai 2002,. Dans ce film, elle incarne la fille « vive et rusée » d'un mafieux ce qui lui permet de se défaire de son image de fille sage, tout comme Sexe Intentions, selon Peter Travers du magazine Rolling Stone. Cependant, le film est un échec au box-office, ne cumulant que 56,6 milles dollars dans une sortie limitée en salles en Amérique du Nord pour un budget de 5,5 millions. De même pour la critique, le film reçoit majoritairement de mauvaises critiques, avec un score de seulement 33% sur Rotten Tomatoes côté critiques professionnelles et spectateurs. Sarah Michelle Gellar a dû refuser le rôle de Jenny Everdeane dans Gangs of New York, à cause de contrats que l'actrice honorait déjà. Le 2 octobre 2001 démarre la sixième saison de Buffy contre les vampires qui se voit désormais être basculer sur la chaîne UPN après que celle-ci a récupéré le contrat des droits de diffusion sur la série. Pour l'occasion, pas un mais deux nouveaux épisodes sont diffusés l'un à la suite de l'autre, dont la première partir réunie 7,7 millions de téléspectateurs, soit la seconde meilleure audience de toute la série. Mikelangelo Marinaro, du site Critically Touched, parle d'« un jeu d'acteur vraiment subtil de Sarah Michelle Gellar. » pour ces deux premiers épisodes. Ce même critique assure que la performance de l'actrice pour le troisième épisode de la saison est « brillante et toute en nuances. » Pour l'épisode Tous contre Buffy, Jarett Wieselman, du New York Post, cite le moment où Buffy tente de ramener une main momifiée à une cliente comme l'une des meilleures performances comiques de Sarah Michelle Gellar de toute la série.
Sarah Michelle Gellar incarne ensuite le personnage de Daphne Blake dans la comédie en prise de vues réelles Scooby-Doo qui s'inspire de Scooby-Doo, série télévisée d'animation américaine de 1969. Pour cette production, elle s'entraîne avec une équipe de cascadeurs de Hong Kong et fait la navette entre Queensland et la Californie toutes les deux semaines en raison de son engagement simultané dans Buffy contre les vampires. Elle joue notamment aux côtés de Matthew Lillard (dans le peau de Sammy), Linda Cardellini (Vera) et surtout son mari, Freddie Prinze Jr. (Fred). Malgré une large partie de critiques négatives concernant le film, A. O. Scott du New York Times estime que sa performance ajoute « une touche de féminisme Powerpuff au stéréotype de la fille en détresse » et, avec un box-office mondial de 275 millions de dollars, Scooby-Doo devient le film ayant le plus de succès au box-office de la carrière de l'actrice encore à ce jour,. Grâce à sa performance, l'actrice remporte le Teen Choice Award de la « Meilleure actrice dans un film comique ». Dans la foulée, elle présente avec Jack Black les MTV Movie & TV Awards le 1er juin 2002, qui attirent 7,1 millions de téléspectateurs lors de la diffusion le 6 juin, réalisant ainsi la meilleure audience de l'émission à l'époque,. À la fin de l'année 2002, le 12 octobre, elle représente pour la troisième fois le Saturday Night Live.
Alors que sa carrière au cinéma commence à décoller, l'actrice décide de quitter la série Buffy contre les vampires au terme de la septième saison. L'annonce est faite en février 2003, via le magazine Entertainment Weekly sur lequel elle pose en page de couverture avec l'accroche « Buffy Quits » (en VF : Buffy démissionne). Questionner au sujet d'une telle décision, elle s'explique:  « On craint toujours qu'une série dure trop longtemps, surtout quand elle est culte. L'année dernière, beaucoup de gens étaient prêts à nous descendre. [Alors quand] nous avons commencé à connaître une année aussi forte cette année, je me suis dit : « C'est comme ça que je veux partir : au sommet, au meilleur de nous-mêmes. » Elle rajoute également que sa décision est également motivée pour des raisons personnelles dont son absence auprès de son mari, Freddie Prinze Jr. : « J'avais 18 ans quand j'ai commencé la série; j'en ai 26 aujourd'hui. Je suis mariée. Je ne vois jamais mon mari. C'est la plus longue période de ma vie que j'ai passée au même endroit. Il y a eu des moments difficiles, où j'avais envie de tout quitter, d'essayer autre chose, de vivre ailleurs. Mais ça me semble juste, et il faut écouter son cœur. La série, telle que nous la connaissons, est terminée. » Dans un article du magazine Esquire, l'actrice exprime sa fierté pour son travail dans Buffy contre les vampires : « Je crois sincèrement que c'est l'une des meilleures séries de tous les temps et qu'elle restera dans l'histoire comme telle. Et je ne pense pas que ce soit une déclaration prétentieuse. Nous avons changé la façon dont les gens regardaient la télévision. » Une série dérivée est alors prévue avec le reste des acteurs réguliers de la série mère et Sarah Michelle Gellar promet alors d'y faire des apparitions occasionnelles.

#### L'aprèsBuffy: succès en demi-teinte (2004-2009)

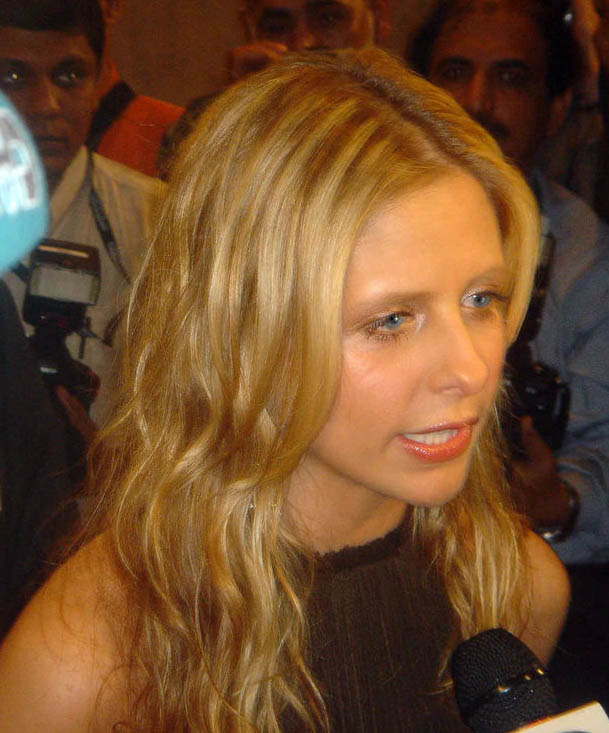
Sarah Michelle Gellar à Dubaï en décembre 2004.

En 2004, elle donne sa voix au personnage de Gina Vendetti dans le 16e épisode de la saison 15 des Simpson, diffusé le 28 mars 2004. Son film suivant est la suite Scooby-Doo 2 : Les monstres se déchaînent, dans lequel elle reprend le rôle de Daphne, aux côtés de son mari et de ses anciens collègues du premier film. Ce second volet est encore plus mal reçu que le premier, tant par les critiques que le public. Scott Brown, dans Entertainment Weekly, avoue qu'il rejette complètement le "Buffyfield Daphne" de Sarah ; la critique du Slant trouve que « Sarah et son partenaire Freddie Prinze Jr. s'impliquent beaucoup trop dans leur empressement à faire monter leur propre statut d'idole des jeunes ». De même, la critique d’IGN déclare que : « Sarah Michelle Gellar et Freddie Prinze Jr. exposent clairement un meilleur travail d'acteurs dans le film original. ».
En octobre 2004, Sarah Michelle Gellar est à l'affiche du film d'épouvante The Grudge, de Takashi Shimizu, qui réalise ainsi son propre remake du film japonais Ju-on. Pour le tournage, elle s'envole pour le Japon et incarne Karen Davis, une étudiante en échange à Tokyo qui est victime d'une malédiction surnaturelle. Le film remporte un grand succès commercial, et ce, dès son week-end d'ouverture en Amérique du Nord : il obtient 39,1 millions de dollars, devenant le second plus démarrage de la carrière de Gellar derrière Scooby-Doo, et termine sa carrière à 110 millions de dollars. Dans le reste du monde, The Grudge obtient 187 millions de dollars. Le film reçoit des critiques très mitigées et la prestation de l'actrice divise : Peter Hardlaub, du San Francisco Chronicle, émet l'hypothèse que l'actrice « n'aura probablement jamais à écrire un discours de remerciements aux Oscars » mais « Gellar est belle, douce et dégage une grande capacité, ce qui est parfait pour un film d'horreur ». Pour la rédaction de Bloody Disgusting, la performance de l'actrice est « fade ». La performance de l'actrice est mal reçue également pour Brian Rentschler, de Screen Rant : « Le plus gros point faible de ce film est Sarah Michelle Gellar. Elle ne semblait tout simplement pas à sa place dans ce rôle. Elle a un regard « de biche effarouchée » qui montre clairement qu'elle essaie de jouer, plutôt que de s'intégrer naturellement dans le rôle. Pour une actrice récompensée aux Emmy Awards, elle n'est vraiment pas très bonne. Elle maîtrise bien l'angoisse, mais les émotions authentiques semblent hors de sa portée. La performance de Naomi Watts dans Le Cercle était bien meilleure. » Sarah Michelle Gellar reçoit tout de même une nomination pour le MTV Movie Award de la « Meilleure prestation d'épouvante », et se voit aussi nommée aux Teen Choice Awards comme « Meilleure actrice dans un film d'horreur ».
Sarah Michelle Gellar continue le doublage, notamment dans la série télévisée d'animation Robot Chicken pour laquelle elle double plusieurs personnages de 2005 à 2018. En 2006, l'actrice interprète  le rôle d'une star de films pour adultes qui crée une série de téléréalité basée sur des visions prophétiques dans Southland Tales de Richard Kelly. Attirée par les idées « complètement folles » du film, Sarah Michelle Gellar accepte le rôle avant même d'avoir lu le scénario,'. Southland Tales polarise les critiques lors de sa sortie à la 59 édition du Festival de Cannes, il ne recueille que 41 % de critiques favorables sur Rotten Tomatoes, et ne trouve qu'un public limité dans les salles avec un flop commercial dans le même temps : pour un budget de 17 millions de dollars, le film n'en récolte qu'à peine 374 743 dollars. Cependant, Ruthe Stein du San Francisco Chronicle écrit : « Gellar capture toute l'intensité d'une actrice hollywoodienne de second plan qui tente de se surpasser. » Le film obtient le statut de film culte dans les années suivant sa sortie. L'actrice dira plus tard être particulièrement séduite par la façon dont l'histoire de son personnage explore l'engouement actuel pour la célébrité à tout prix. Pour illustrer son propos, elle raconte un épisode survenu sur le plateau, où réalité et fiction se sont confondus : « Je me suis présentée le premier jour de tournage et Richard m'a dit : « Voici les paroles et la musique. On tourne ton clip demain. » « Mon quoi ? » On a donc tourné ce clip sur la plage de Malibu en chantant « Teen Horniness Is Not a Crime ». Nous étions quatre filles dans des tenues inappropriées, disant des choses vraiment inappropriées, nous frottant les unes contre les autres sur le sable, et il y avait un mariage juste en bas de la plage. J'étais mortifiée. Tout le monde au mariage disait : « Hé, regardez, c'est Paris Hilton ! » Puis je me suis dit : « Bon, ça va, j'ai bien fait mon travail. ». Sarah Michelle Gellar reprend brièvement le rôle de Karen Davis, enfermé dans un hôpital, dans la suite The Grudge 2, et joue dans le thriller psychologique d'Asif Kapadia, The Return, dans le rôle d'une femme d'affaires hantée par les souvenirs de son enfance et la mort mystérieuse d'une jeune femme. The Return est un échec critique et commercial, ne rapportant que 11 millions de dollars américains. Jeannette Catsoulis, du New York Times, décrit la participation de l'actrice à film comme d'une « stagnation » dans sa carrière. Keith Phipps du The A.V. Club maintient que la performance de Sarah « ne diminue ni n'ajoute de la qualité au projet »
En 2007, l'actrice prête de nouveau sa voix, cette fois pour les personnages d'Ella et April O'Neil respectivement dans Cendrillon et le Prince (pas trop) charmant, éreinté par la critique, et TMNT : Les Tortues Ninja qui sera un petit succès au box-office avec 54,1 millions de dollars obtenus en Amérique du Nord et 95,7 millions à travers le monde pour un budget de 34 millions. Elle joue également dans la comédie romantique Une fille à la page dans laquelle elle incarne une rédactrice new-yorkaise qui tombe amoureuse d'un homme d'affaires beaucoup plus âgé (Alec Baldwin). . Elle revient au style dramatique avec États de choc dans lequel elle incarne une chanteuse pop en pleine ascension. Ces deux films sont projetés au Festival du film de Tribeca en 2007 et sortent en janvier 2008. Le premier sort directement en DVD en Amérique du Nord et empoche 113 324 $ dans le monde. Il reçoit un accueil mitigé avec 50 % de critiques positives sur Rotten Tomatoes mais l'alchimie entre Gellar et Baldwin est reconnue : Le site web moviepicturefilm.com déclare que « Gellar et Baldwin offrent tous deux des performances merveilleuses et rendent leur alchimie incroyablement réelle et, au final, assez déchirante. » Le site Eye For Film parle d'une œuvre « qui fonctionne mieux quand Baldwin et Gellar sont ensemble ». En ce qui concerne États de choc, les critiques sont catastrophiques et elles sont seulement 11 % d'entre elles à donner avis positif. The New York Times décrit le comme un « film de gangsters avec des illusions de grandeur », tandis qu'Annabelle Robertson, du site Crosswalk, salue la performance du casting, en particulier Forest Whitaker et Sarah Michelle Gellar, DVD Talk note que « son personnage a ici l'arc émotionnel le plus profond, et elle touche juste à tous les niveaux ». États de choc n'est disponible qu'une semaine en salles de cinéma en Amérique du Nord, avec une sortie limitée de seulement 7 cinémas ou il obtient à peine 25 775 milles dollars. Dans le monde entier, il obtient 2,5 millions de dollars de recettes.
Dans le drame Veronika décide de mourir, une adaptation du roman de 1998 de Paulo Coelho, Gellar incarne une femme dépressive qui redécouvre la joie de vivre lorsqu'elle apprend qu'il ne lui reste que quelques jours à vivre après une tentative de suicide,. Initialement sorti dans certains pays en 2009 et 2010, comme en France le 13 avril 2010, le film est finalement distribué aux États-Unis, dans une petite sélection de salles, le 20 janvier 2015,,. Frank Scheck, du Hollywood Reporter, trouve l'actrice « raisonnablement convaincante » dans ce qu'il qualifie de « raté lourd et ridicule ». Le film obtient un pourcentage de 50 % de critiques positives de la part du public sur Rotten Tomatoes. Son projet suivant, le thriller psychologique Possession dans lequel Sarah Michelle Gellar incarne une avocate dont la vie bascule après un accident de voiture qui plonge son mari et son beau-frère dans le coma, a connu plusieurs dates de sortie aux États-Unis entre 2008 et 2009, en raison de problèmes financiers chez Yari Film Group. Le film sort finalement DVD le 9 mars 2010 aux Etats-Unis, le 20 janvier 2011 en DVD en France, et obtient un accueil très mitigé de la part du public avec un score de seulement 30 % de critiques positives.

#### Retour à la télévision et pause (2011 - 2021)

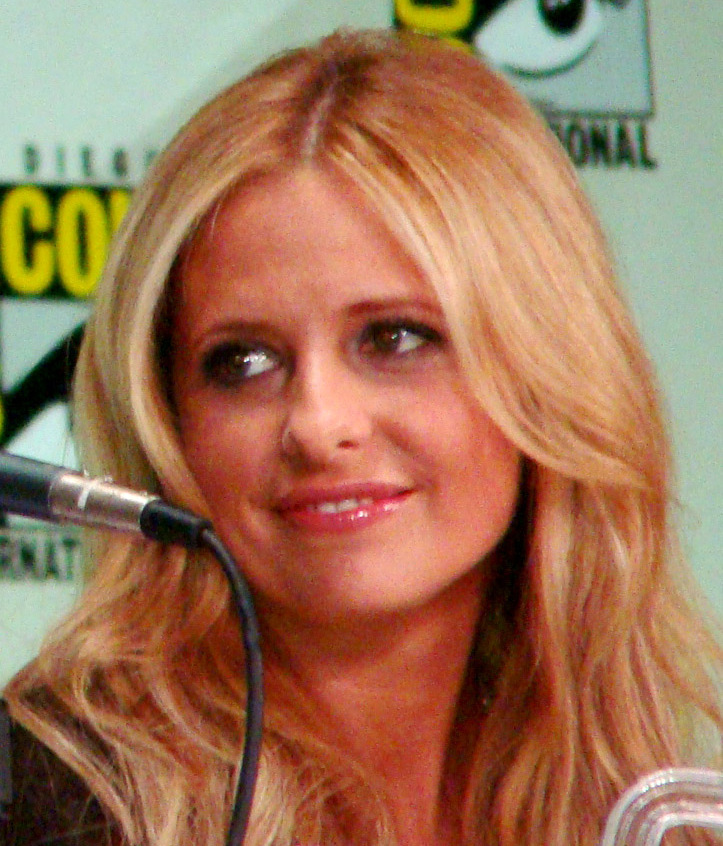
Sarah Michelle Gellar au Comic-Con de San Diego en 2011 pour la promotion de Ringer.

Après le rejet de la série The Wonderful Maladys en 2009, par la chaîne HBO, Gellar fait une pause de deux ans dans sa carrière d'actrice après la naissance de sa fille en 2009. En 2011, elle fait son retour et signe pour jouer mais aussi produire la série Ringer. Après avoir visionné le pilote, la chaîne CBS est convaincu de la qualité du show, mais sa grille des programmes pour la saison 2011-2012 ne lui permet pas de diffuser la série. La chaîne vend finalement la série à la CW qui la diffuse. Sarah Michelle Gellar y incarne deux sœurs jumelles, dont l'une est en fuite et parvient à se cacher en prenant l'identité de l'autre, une femme riche. Gellar déclare qu'une partie de sa décision de revenir à la télévision était motivée par le fait que cela lui permettait à la fois de travailler et d'élever sa famille. Malgré un large public, la série reçoit des critiques mitigées et est annulée après la première saison en mai 2012,. Son interprétation lui vaut une nomination aux Teen Choice Awards dans la catégorie « Meilleure actrice dans une série dramatique ».
En septembre 2011, Sarah Michelle Gellar revient en tant que guest-star dans La Force du destin, juste avant la fin de la série, mais pas dans le rôle de Kendall Hart,. Elle déclare au sujet de son retour : « Je peux officiellement confirmer que j'apparaîtrais en guest dans La Force du destin. Lorsque j'ai entendu que le show était annulé, je n'ai pas compris. Cela n'a pas de sens selon moi. Donc, j'ai appelé Judy Wilson, qui est la directrice de casting et qui l'était déjà quand j'étais dans le show et je lui ai dit que je voulais faire quelque chose. » Elle refuse d'elle-même de jouer Kendall et incarne une patiente de l'hôpital Pine Valley qui dit à Maria Santos qu'elle est « la fille d'Erica Kane » et affirme avoir vu des vampires avant qu'ils ne deviennent à la mode, une référence à Buffy contre les vampires. Sarah Michelle Gellar prête ensuite sa voix au personnage de Phyllis dans un épisode d'American Dad! diffusé le 20 novembre 2011 et qui attire plus de 4,8 millions de téléspectateurs. L'épisode, qui reçoit de très bonnes critiques, accueille aussi la voix de l'ancienne partenaire de Sarah dans Buffy, Alyson Hannigan. Elle prête à nouveau sa voix dans la série pour un épisode diffusé en décembre 2012,. Le 30 septembre 2012, elle reprend son rôle de Gina Vendetti dans le premier épisode de la saison 24 des Simpson.
Grande fan de Robin Williams depuis des années, Sarah Michelle Gellar contacte directement son amie Sarah de Sa Rego, la femme du meilleur ami de Robin Williams, pour essayer de jouer au côté de l'acteur dans la sitcom The Crazy Ones. Dans cette série comique diffusée sur la chaîne CBS et développé par la 20th Century Fox, le même studio qui produisait Buffy contre les vampires, Sarah Michelle Gellar interprète le rôle de Sydney Roberts, une directrice d'agence de publicité avec son père (Williams). Le vendredi 15 février 2013, CBS annonce la commande du pilote et le lancement de la série le 26 septembre 2013 est un franc succès : le premier épisode attire plus de 16 millions de téléspectateurs. Digital Spy estime que Williams « partage une alchimie chaleureuse et authentique avec sa fille à l'écran, Gellar », dans le cadre d'une critique mitigée. Peu à peu, les audiences dégringolent, jusqu'à tomber aux 5,23 millions de téléspectateurs pour le dernier épisode de la saison et la série est officiellement annulée le 10 mai 2014 après seulement une saison de 22 épisodes, CBS jugeant les audiences de la série, globalement trop faibles. Malgré tout, la performance de l'actrice est saluée et elle obtient le People's Choice Award de la « Meilleure actrice dans une nouvelle série » le 8 janvier 2014. Durant le tournage, l'actrice développe une grande amitié avec Williams. Après la fin de The Crazy Ones, dont le dernier épisode est diffusé le 17 avril 2014, Sarah Michelle Gellar décide de prendre une nouvelle pause dans sa carrière d'actrice, profondément bouleversé par la mort de Robin Williams le 11 août de la même année, déclarant qu'elle avait « travaillé toute [sa] vie » et qu'elle avait « besoin de cette pause » pour se consacrer à sa famille'. En août 2022, elle parle revient sur cette période sombre pour elle : « Quand j'élevais mes enfants, juste après le décès de Robin, il se passait tellement de choses dans ma vie que je me suis juste dit ''J'ai besoin de faire une pause''. »

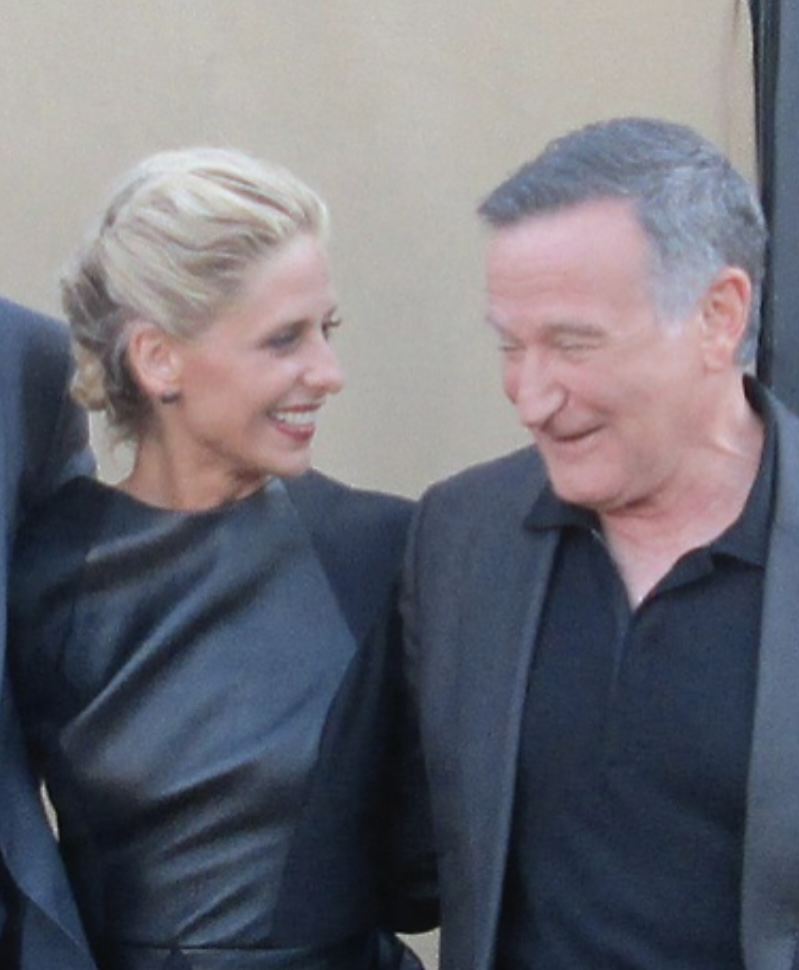
Sarah Michelle Gellar et Robin Williams lors d'un évènement en 2013.

Cette décision de s'éloigner des plateaux de tournage ne l'empêche pas de faire quelques apparitions médiatiques : En janvier 2015, le site IMDb crédite l'actrice au casting de la prochaine série de Ryan Murphy : Scream Queens. Mais finalement, ces rumeurs se révèlent fausses et le site retire le nom de l'actrice. Le 3 mars 2015, il est annoncé que Sarah prêtera sa voix à l'un des personnages de la série animée Star Wars Rebels lors de la saison 2 et elle devient le visage de la marque Proactiv du mois de mars 2015. Le 11 mars 2015, elle apparaît dans la peau de la princesse Disney Cendrillon sur la chaîne YouTube de Whitney Avalon dans le cadre de sa série de vidéo Princess Rap Battle. En octobre 2015, Sarah Michelle Gellar, en collaboration avec les entrepreneurs Galit Laibow et Greg Fleishman, cofonde Foodstirs, une start-up spécialisée dans l'alimentation artisanale qui vend en ligne et en magasin des mélanges et des kits de pâtisserie bio faciles à préparer pour les familles' : « Notre idée, c’est de combler le fossé entre l’inspiration et l’exécution. Cuisiner est très stimulant. Il y a une connexion géniale que vous ne pouvez atteindre que quand vous vous déconnectez un moment. Et vous réalisez que cuisiner, ça va au-delà de la cuisine, c'est acquérir des compétences en mathématiques, langues, moteurs et c'est construire une confiance en soi car les enfants commencent à croire qu’ils peuvent accomplir ces choses. La fierté et la confiance en soi que je décèle chez ma fille quand elle cuisine avec moi, c'est enthousiasmant. » confie-t-elle au magazine People. En 2018, les produits de la marque étaient vendus chez 7 500 détaillants à travers le pays, notamment Starbucks, Whole Foods, Walmart, Weight Watchers et Amazon'. Sarah Michelle Gellar sort également son livre de cuisine, Stirring up Fun with Food, le 18 avril 2017'.
En février 2016, l'actrice reprend son rôle de Kathryn Merteuil, du film Sexe Intentions, pour une suite directe prévue pour la télévision. Celle-ci met en avant l'adolescent Bash Casey, le fils de Sebastian Valmont (Ryan Phillippe) et Annette Hargrove (Reese Witherspoon) qui, après avoir découvert les journaux intimes de son père décédé et percé à jour quelques secrets de famille, part étudier à San Francisco ou il rencontre la demi-sœur de Sebastian Valmont, la manipulatrice Kathryn Merteuil, qui rêve désormais de diriger l'entreprise familiale Valmont International. La série est produite par Original Film et Sony Pictures Television tandis que le premier épisode est dirigé et co-écrit par Roger Kumble, le réalisateur du premier film. Neal H. Moritz, producteur sur le film de 1999, revient également en tant que producteur exécutif. Le pilote de la série est alors prévu à être diffusé sur la chaîne NBC pour la rentrée 2016 mais contre toute attente, alors que l'épisode est déjà tourné et a été bien accueilli, la chaîne décide de ne pas commander plus d'épisodes avec comme excuse « qu'il y aurait déjà trop de séries dans sa grille pour pouvoir lancer l'adaptation de Sexe Intentions ». Les producteurs se mettent alors en quête de trouver une nouvelle chaîne pour diffuser la série, sans succès. Durant une interview en 2022, l'actrice se dit être reconnaissante que la série n'ait pas été reprise par NBC, car elle estime qu'une série comme celle-ci est plus adaptée à un service de streaming et n'aurait pas fonctionner en tant que série télévisée.
En janvier 2019, l'actrice est choisie pour tenir le rôle titre d'une mini-série, adaptée du best-seller Sometimes I Lie d'Alice Feeney, produite par Warner Bros TV ainsi que la société de production d'Ellen DeGeneres et prévue pour la Fox,,. Dans cette série, qui marque son grand retour en tant que tête d'affiche depuis The Crazy Ones en 2013, elle incarne Amber Reynolds, personnage dans le coma qui, consciente, ne se souvient pas de comment elle a pu se retrouver dans cette état. L'actrice enfile aussi pour la première fois la casquette de productrice déléguée aux côtés de Ellen deGeneres et Jeff Kleeman via A Very Good Production,. Finalement, le projet sera laissé à l'abandon et il ne verra jamais le jour. En mai 2019, elle fait une apparition remarquée dans l'épisode final de la série culte The Big Bang Theory. En août 2019 est annoncé le projet d'une série intitulée Other People's Houses. Située entre la comédie et la romance, la série est présentée comme un mélange entre Big Little Lies et Catastrophe. C'est une production également adaptée d'un roman, celui d'Abbi Waxman, qui raconte les histoires de personnages habitant dans un quartier de Los Angeles. Sarah Michelle Gellar doit alors incarner le personnage principal de l'histoire, Anne Porter, une mère influenceuse. Mais comme Sometimes I Lie, cette nouvelle série est à son tour délaissée et son développement est aujourd'hui au point mort. De même pour le projet de série Hot Pink, prévue pour Amazon Prime, et annoncée le 31 mars 2021. Adaptée du livre d'Elana K. Arnold intitulé « What Girls Are Made Of » sorti en 2017, la série est censée narrer la vie d'une adolescente de 16 ans « qui remet en question le sens même de l'amour et des attentes imposées aux jeunes filles dans la société ». Sarah Michelle Gellar est alors supposée jouer le rôle de la mère de l'adolescente mais, comme ses plus récents projets, le développement de la série est abandonner. En 2021, Sarah Michelle Gellar prête sa voix au personnage de Teela dans Les Maîtres de l'Univers, lors de la première saison de la série animée de Kevin Smith pour Netflix aux côtés de Mark Hamill et Lena Headey.

#### Retour sous les feux des projecteurs (depuis 2022)

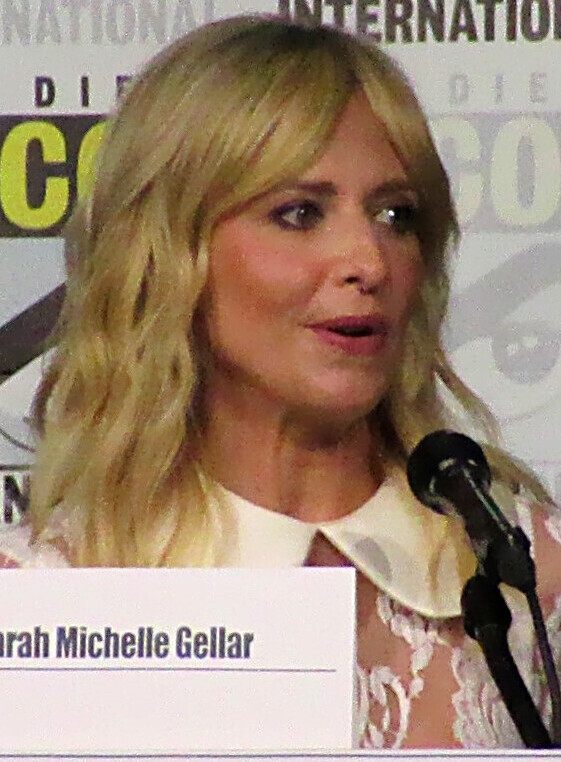
Sarah Michelle Gellar au Comic-Con de San Diego en 2024.

En 2022, soit 13 ans après sa dernière apparition au cinéma, elle revient sur grand écran une toute petite apparition dans Clerks 3. Elle joue également le rôle d'une directrice d'établissement scolaire dans le film Si tu me venges..., réalisé par Jennifer Kaytin Robinson, rôle spécialement écrit pour elle en hommage au personnage de Kathryn Merteuil dans Sexe Intentions. Ces deux œuvres sortent respectivement en salles et sur Netflix la même semaine'. Pour son interprétation dans Si tu me venges..., Evan Romano, du magazine Men's Health, qualifie son rôle d'« inoubliable » et estime qu'invité l'actrice à jouer dans ce film était « une brillante initiative pour faire comprendre une chose importante au public : ce film a sa place. » Cette comédie américaine séduit la critique avec un score de 86 % de critiques positives sur Rotten Tomatoes.
Pour l'année 2023, l'actrice est officiellement de retour dans un rôle de premier plan grâce à la série fantastique Wolf Pack, dans laquelle elle interprète le rôle de l'enquêtrice Kristin Ramsey, spécialisée dans les incendies criminels. Diffusée sur Paramount+, Sarah Michelle Gellar officie également en temps que productrice exécutif. La série reçoit des critiques mitigées, la critique jugeant que la série a du mal à trouver sa voie, mais la performance de Sarah Michelle Gellar est saluée'. Le site web Rotten Tomatoes, rapporte un taux d'approbation de 44 % avec une note moyenne de 4,9/10, sur la base de 27 critiques. La plupart des critiques portent alors sur les deux premiers épisodes, fournis aux critiques avant la première de la série. Le consensus des critiques du site web est le suivant : « La reine du genre Sarah Michelle Gellar fait de son mieux pour mener cette meute de loups, mais cela ne suffit pas pour sauver une série dérivée qui ne s'inspire pas suffisamment de l'œuvre originale. » Cependent, 86 % de critiques positives sont recensées côté spectateurs. Une fois de plus, la série ne trouve pas son public et celle-ci est stoppée après une seule saison, l'annonce étant faite en janvier 2024. Dans le courant de l'année, l'actrice rejoint le casting de Dexter : Les Origines, une autre production de Paramount+. Comme son nom l'indique, cette série est une prequelle de la série culte Dexter ou le passé de Dexter Morgan est exploré. Elle joue le rôle de Tanya Martin, experte médico-légale et supérieure hiérarchique de Dexter. La série est un succès d'audience, avec plus de 2,68 millions de téléspectateurs présents dans le monde devant le dernier épisode de la première saison sur Paramount+, soit la meilleure audience de la saison et un bon de presque 30% de spectateurs en plus comparé au premier épisode. Cette performance contribue à faire de cette préquelle la série originale la plus regardée en streaming sur Showtime depuis 2015. Les interactions sur les réseaux sociaux dépasse les 15 millions pour la saison.
En avril 2025, la présence de Sarah Michelle Gellar dans l'un des rôles principaux de la comédie horrifique Ready or Not 2: Here I Come est confirmée. Suite du film Wedding Nightmare, qui a été un succès surprise en 2019, ce second volet est réalisé par le duo de réalisateurs derrière le film original, à savoir Matt Bettinelli-Olpin et Tyler Gillett. Le film est prévu pour l'année 2026 et l'actrice y jouera aux côtés de Samara Weaving, star du premier film, Kathryn Newton, Elijah Wood et Shawn Hatosy (The Faculty) entre autres. Alors qu'un nouveau Souviens-toi... l'été dernier, réalisé par Jennifer Kaytin Robinson, sort le 16 juillet 2025 au cinéma, Sarah Michelle Gellar est interrogée en avril concernant sa potentielle reprise du rôle d'Helen Shivers : la réalisatrice avait bel et bien proposé à l'actrice de revenir dans le rôle par n'importe quel moyen, ce à quoi Sarah Michelle Gellar a répondu « j'étais sur de la glace. J'étais aussi morte qu'on puisse l'être. On voit mon corps congelé. » Mais contre toute attente, l'actrice y fait un caméo surprise en y reprenant le rôle de la reine de beauté tuée par l'homme au crochet : « Honnêtement, je n'ai pas compris comment je pouvais être dans le film jusqu'à ce que Jennifer Kaytin Robinson et Sam Lansky me présentent cette séquence de rêve fou avec Madelyn Cline. Je n'arrive toujours pas à croire qu'on ait réussi à garder ce secret ». A sa sortie, ce nouveau volet reçoit des critiques mitigées mais, avec des recettes élevés à 63 millions de dollars à l'échelle mondiale pour un budget de 18 millions, le film est un succès commercial.
Nouveaux projets pour l'année 2026, l'actrice prêtera tout d'abord sa voix à Blair, l'un des personnages principaux de la série animée Breaking Bear, aux côtés de Brendan Fraser; Annie Murphy, Elizabeth Hurley et Josh Gad, destinée à la plateforme Tubi pour un public adulte'. Cette œuvre se veut être une série qui parodie les clichés des séries policières sur la mafia, en combinant de manière comique des éléments de personnages comme Yogi Bear avec des séries comme Les Soprano. Mais surtout, un nouveau chapitre de l'univers de Buffy contre les vampires est confirmé en début d'année 2025 : une suite est officiellement en préparation pour la plateforme Hulu, réalisée par Chloé Zhao qui avait notamment été récompensée d'un Oscar pour son travail sur le film Nomadland en 2020. Sarah Michelle Gellar, également productrice exécutive sur le projet, est officiellement annoncée au casting de cette suite dans le rôle de Buffy Summers, rôle qu'elle reprend 22 ans après la fin de la série mère, mais pas en temps que personnage principal. Cette nouvelle série, baptisée Buffy the Vampire Slayer: New Sunnydale, se concentrera sur une nouvelle tueuse qui sera incarné par une actrice que Sarah Michelle Gellar dévoile elle-même le 15 mai 2025 sur les réseaux sociaux : Ryan Kiera Armstrong, notamment aperçue dans la série American Horror Story et le film Ça : Chapitre 2 en 2019. 

## Autres activités

### Militantisme et philanthropie

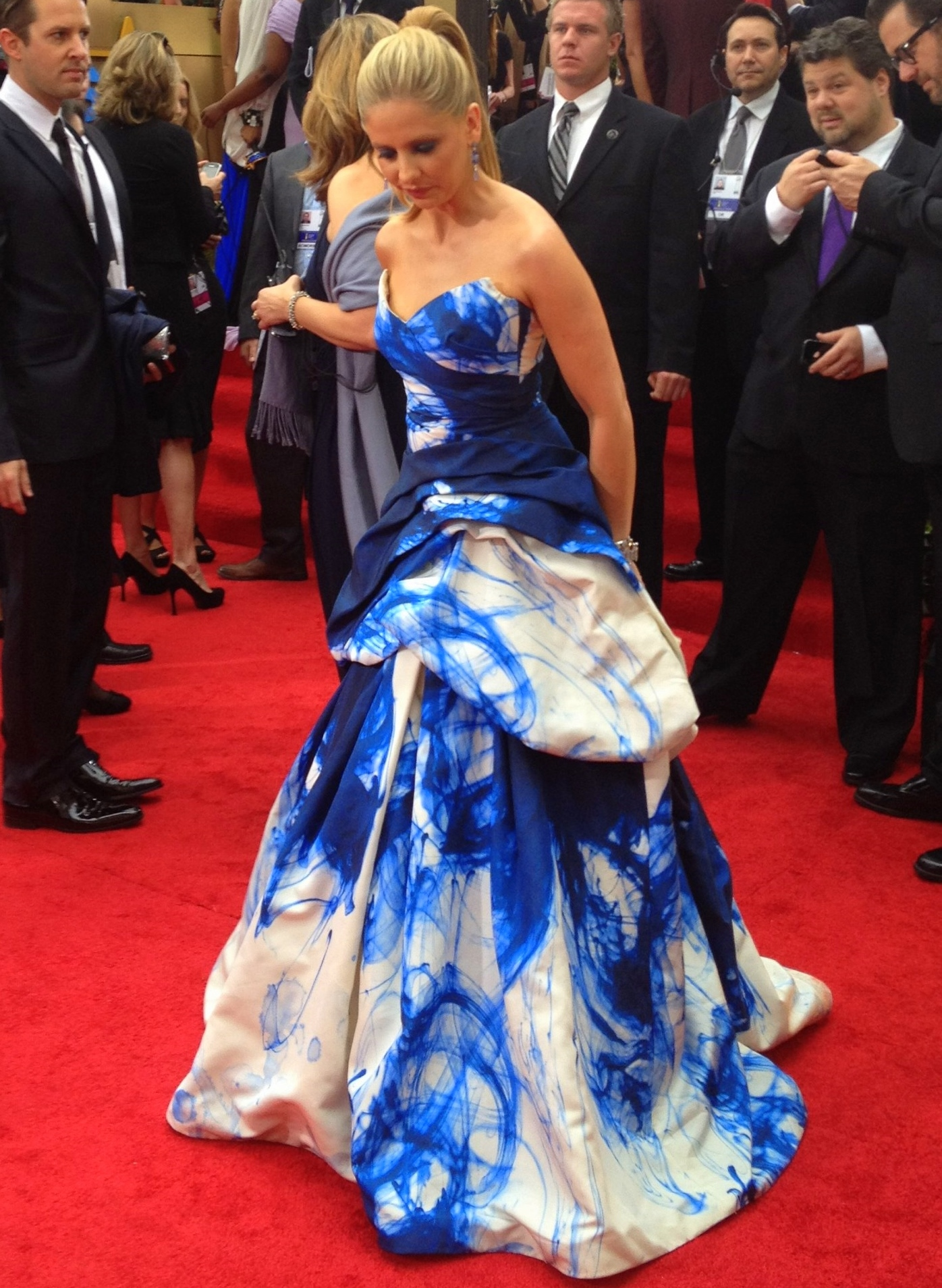
Sarah Michelle Gellar en 2012 aux Golden Globes.

Sarah Michelle Gellar s'engage activement dans diverses œuvres caritatives, notamment la recherche contre le cancer du sein, Project Angel Food, Habitat pour l'humanité et CARE. À propos de ses activités caritatives, elle déclare: « J'ai commencé parce que ma mère m'a appris il y a longtemps que même quand on n'a rien, il y a toujours moyen de donner en retour. Et ce qu'on reçoit en échange est dix fois plus grand. Mais cela a toujours été difficile parce que je ne pouvais pas faire grand-chose. Je ne pouvais pas faire grand-chose de plus que donner de l'argent quand je tournais [Buffy], car je n'avais pas le temps. Maintenant que j'ai le temps, c'est incroyable. » 
En 1999, Sarah Michelle Gellar a participe au projet Habitat pour l'humanité visant à construire des maisons en République dominicaine,. Après les attentats du 11 septembre 2001 à New York, elle arrive à récolter des fonds pour les victimes et demande aux membres de l’équipe de Buffy contre les vampires d’y participer à leurs tours. Dans sa lutte contre le cancer du sein, elle devient en 2003 la coprésentatrice d'un événement organisé par la fondation The Young Survival Coalition, une organisation internationale qui aide des jeunes adultes diagnostiqués avec un cancer du sein âgés de 40 ans et moins, afin de récolter des fonds. Avec Project Angel Food, elle livre des repas sains à des personnes infectées par le sida et, grâce à la fondation Make-A-Wish, elle aide à réaliser le rêve d'enfants malades qui souhaitaient la rencontrer pendant le tournage de Buffy contre les vampires. En 2007, l'actrice participe à la campagne « Skin Is Amazing » (en VF : La peau est incroyable) de Vaseline, dans laquelle elle accepte de vendre aux enchères sur eBay des photos d'elle nue afin de collecter des fonds pour la Coalition of Skin Diseases, une organisation qui soutient la recherche clinique et favorise l'éducation des médecins et des patients.
En 2011, Gellar a rejoint le programme « Nestlé Share the Joy of Reading », qui encourage la lecture chez les jeunes enfants afin de les inciter à lire pendant les vacances d'été. L'année suivante, elle a reçoit le Tom Mankiewicz Leadership Award lors du Beastly Ball au zoo de Los Angeles. Depuis 2014, elle soutient aussi l'association Baby Buggy, en charge de distribuer des objets pour bébés à des familles dans le besoin. En 2014 et 2015, Sarah Michelle Gellar anime deux collectes de fonds pour le Mattel Children's Hospital UCLA,. En 2021, Subaru et l'actrice s'associent après que le constructeur automobile ait annoncé vouloir nourrir les personnes dans le besoin en promettant 100 millions de repas à l'organisation de lutte contre la faim Feeding America afin de réduire les inégalités alimentaires aux États-Unis dans le contexte de la pandémie de COVID-19 : « Je plaisante en disant que je travaille comme actrice pour financer mes activités philanthropiques, car je ne suis pas assez riche pour créer ma propre fondation. Je suis très chanceuse d'être dans cette situation et j'en suis consciente. Même si cette année a été très difficile, sans aucun doute la plus difficile de ma vie, je sais que je suis plus chanceuse que beaucoup d'autres. Quand on entend des statistiques comme celle qui dit qu'un enfant sur quatre ne sait pas d'où viendra son prochain repas, on se rend compte à quel point l'insécurité alimentaire est grave. La nourriture a toujours été une passion pour moi. Même avant d'avoir des enfants, j'ai travaillé avec de nombreuses fondations formidables pour mettre en place des programmes alimentaires dans les écoles. La nourriture est essentielle à la vie et aucun enfant ne devrait avoir à s'en soucier. » déclare-t-elle au magazine The Hollywood Reporter à propos de cet élan de générosité. 
En 2025, Sarah Michelle Gellar et Alyson Hannigan s'associent à la société pharmaceutique GSK pour la campagne Ask2BSure, avec pour objectif est de sensibiliser le public à la méningite à méningocoque, une maladie rare mais grave qui touche principalement les adolescents et les jeunes adultes.

## Dans les médias

### Image publique

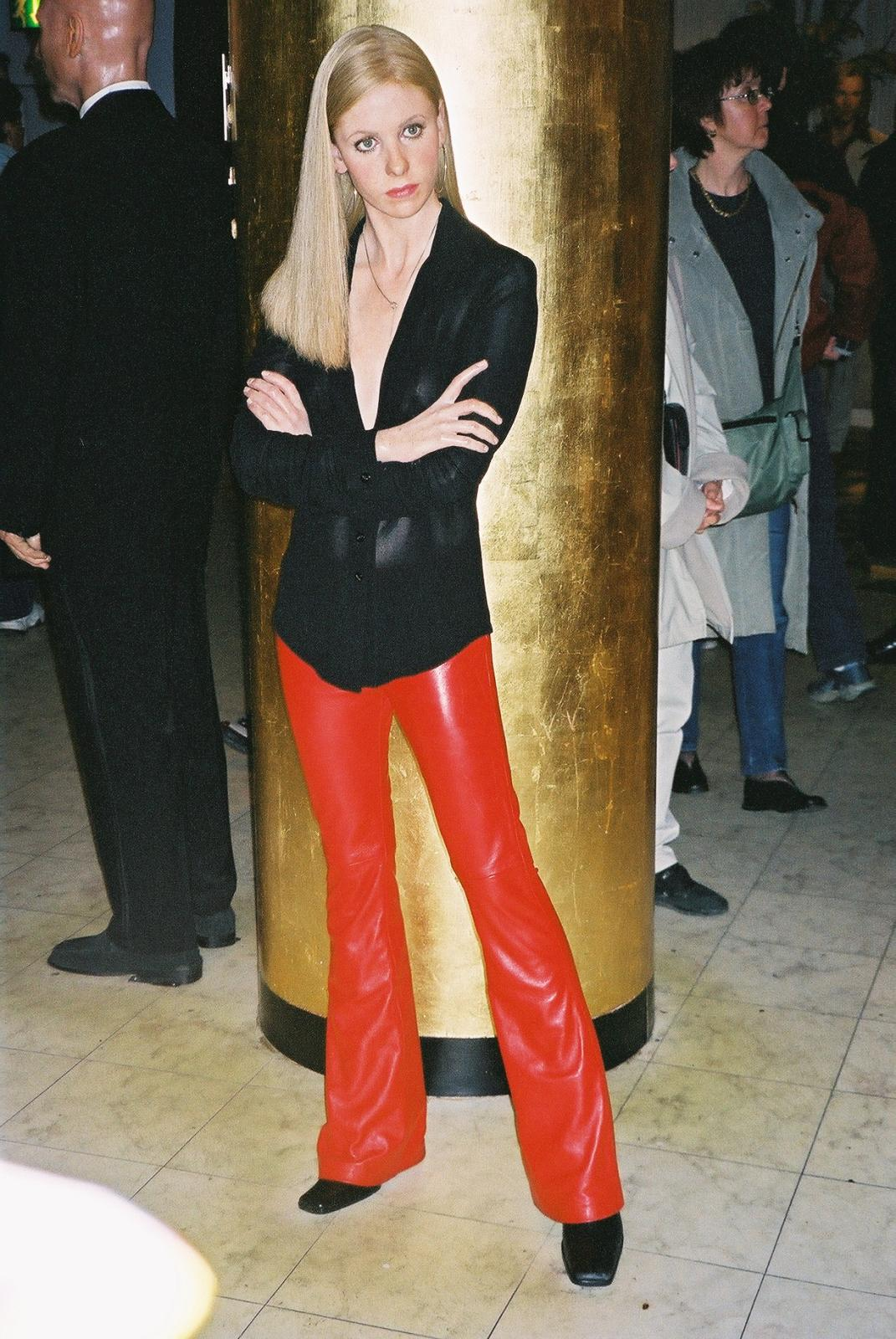
Statue de cire de Sarah Michelle Gellar au musée Madame Tussauds de Londres.

Connue pour incarner souvent des personnages « forts, intelligents, ingénieux, et stimulants, sensibles et sarcastiques » dans le genre de l'horreur', Gellar est considérée comme une « Scream Queen » pendant la majeure partie de sa carrière. Au sujet de la place des actrices dans le genre horrfique, elle témoigne en 2004 que ce genre offre aux actrices « les meilleurs rôles » à travers lesquels elles « peuvent vraiment briller », et que c'est à la télévision que « les femmes sont les stars, mais au cinéma, nous avons encore du mal à obtenir les rôles principaux ». Elle estime donc qu'elle « ne pourrait pas se contenter d'être la petite amie ou la femme dans un film ». Elle déclare : « Je serai là où il y a de bons rôles féminins. J'aime l'horreur. ». Dans les colonnes du Bloody Disgusting, Alex DiVincenzo affirme que « Buffy contre les vampires suffirait à elle seule à consolider son statut d'icône de l'horreur », et en soulignant certains de ses rôles dans le genre, il a observé : « Qu'ils aient survécu jusqu'au générique de fin ou non, ses personnages étaient intelligents, débrouillards et inspirants. » Sarah Michelle Gellar est classée 6e parmi les « All Time Greatest Horror Scream Queens » (les plus grandes « Scream Queens » dans l'histoire de l'horreur) par CinemaBlend, 4e parmi les « 9 Greatest Scream Queens in All of Horror » (les 9 plus grandes « Scream Queens » dans l'histoire de l'horreur) par Syfy, et 8e parmi les « 10 Best Scream Queens of the '90s » (les 10 meilleures « Scream Queens » des années 90) par Screen Rant.
À la fin des années 1990, Sarah Michelle Gellar devient une véritable célébrité et l'une des « It Girls » d'Hollywood'. En 1998, elle figure dans le classement des 12 meilleurs artistes de l'année du magazine Entertainment Weekly et dans la liste des « plus belles artistes » du magazine People. En 1999, elle signe un contrat pour devenir l'égérie de Maybelline, devenant ainsi la première célébrité à représenter la marque depuis Lynda Carter à la fin des années 1970. Elle est également élue numéro un du classement des « 100 femmes les plus sexy » de l'année par le magazine FHM. Elle figure dans les éditions allemande, néerlandaise, sud-africaine, danoise et roumaine du magazine depuis 1998. Topsocialite.com la classe 8e femme la plus sexy des années 1990. En 2002, elle le prix de la « Femme de l'année » décerné par le magazine Glamour, et sa statue de cire, réalisée par Madame Tussauds, est dévoilée dans le cadre de l'exposition « Trail of Vampires » (Sur les traces des vampires). Entre 2002 et 2008, elle figuré dans le classement annuel « Hot 100 » du magazine Maxim. Vêtue d'un soutien-gorge en dentelle noire, elle fait la couverture du numéro de décembre 2007 du magazine et a été nommée « Femme de l'année » 2009 par le magazine. Elle figure dans le Top 10 des recherches Google sur les femmes en 2002 et 2003, se classant à la 8e place et est incluse dans le classement des « 100 plus grands sex-symbols » de la chaîne britannique Channel 4 en 2007, se classant à la 16e place. Elle figure également dans le classement des « 50 femmes les mieux habillées » au monde en 2004 et 2005 du magazine Glamour, dans le classement des « 100 icônes de la télévision » en 2007 du magazine Entertainment Weekly et dans le classement des « 100 femmes les plus sexy » de 2011 du site BuddyTV.

Depuis le début de sa carrière, Sarah Michelle Gellar fait la une de plusieurs magazines reconnus. Après son apparition en février 1998 dans Seventeen, la liste s'allonge pour inclure Nylon, Marie Claire, Vogue, Glamour, Esquire, Allure, Cosmopolitan, FHM, Rolling Stone et Elle, entre autres. Elle fait également la couverture du magazine Gotham et fait l'objet d'un article dans le numéro de mars 2008, dans lequel elle parle de l'évolution de son style depuis qu'elle a passé la trentaine. Elle déclare : « Cela peut sembler cliché, mais quand les femmes atteignent la trentaine, elles se trouvent. On se sent mieux dans sa peau. Hier soir, dans l'émission Letterman, je portais cette robe moulante Hervé Léger. Il y a deux ans, trois ans ? Je ne l'aurais jamais portée. » Elle apparait également dans les publicités « Got Milk? » ainsi que dans le clip « Sour Girl » des Stone Temple Pilots et « Comin' Up From Behind » de Marcy Playground.

« Ce statut de sex-symbol m’a toujours bien fait bien rigoler ! Surtout quand je vois ma tête dans le miroir le matin au réveil ! Vous savez, la notion de beauté est très subjective. Personnellement, je ne me suis jamais considérée comme étant un canon de beauté. Je ne fais pas partie de ces femmes qui font sensation lorsqu’elles entrent dans une pièce. Je pense être mignonne tout au plus. Et j’ajoute que l’idée même qu’on attache de l’importance au physique me crispe au plus haut point. Quand je lis dans la presse que je suis une de ces jolies petites actrices blondes, ça me fiche hors de moi car je ne me reconnais pas dans ces remarques. Ce n’est pas moi. La preuve : je préfère lire des tragédies grecques pendant mon temps libre. Je me considère d’abord, et quoi qu’il arrive, comme intelligente avant de me trouver jolie. »

— Sarah Michelle Gellar
- Elle figure aussi régulièrement depuis cette année-là dans les classements 100 Sexiest Women des FHM allemand, néerlandais, sud-africain, roumain, et danois[258].
- Elle est numéro 1 dans la liste des 100 femmes les plus sexy au monde dans l'édition de 1999 du magazine FHM et est troisième en 2000[259].
- En 2000, elle est classée 48e femme la plus sexy par le magazine Stuff. Elle sera classée 74e en 2001, 45e en 2002 et 64e en 2003[260].
- En 2001, elle est aussi classée 5e dans la liste 150 Sexiest Women du Ralph[260].
- Elle est recensée comme étant l'une des 100 femmes les plus sexy dans la liste Hot 100 de 2002[261], 2003[262], 2005[263] et 2008[264] du magazine Maxim.
- Elle est la 8e femme la plus recherchée sur Google en 2002[265].
- Le 17 octobre 2002, sa statue de cire est inaugurée au musée Madame Tussauds de Londres[2].
- Toujours en 2002, Sarah est élue femme de l'année par le magazine Glamour pendant leur Annual Women of the Year Awards et 9e plus belle personne au monde par le magazine People sud-africain[2]. Puis, le magazine Maxim la classe 16e dans sa liste Hot 100[261].
- En 2003, c'est par le magazine Maxim qu'elle est placée à la 45e position dans la liste Hot 100[2],[262].
- En 2004 et 2005 elle apparaît comme étant la 17e puis la 24e femme la mieux habillée au monde par le magazine Glamour[260].
- En 2005, elle apparaît comme étant la 64e femme la plus sexy du monde dans la liste 100 Sexiest Women d'FHM. Puis, Maxim la place à la 26e place dans sa liste Hot 100[263].
- En 2006, elle figure à nouveau dans un classement d'FHM. Elle est élue 94e femme la plus sexy au monde dans sa liste "100 Sexiest Women in the World"[2]
- En 2007, elle est classée 54e dans FHM Hot list et devient mannequin vedette pour Maybelline[266]. Elle fait la couverture du magazine Maxim en décembre 2007 qui la nomme Femme de l'année 2008[267].
- La même année, elle est classée 16e dans la liste des 100 plus grands sex-symbols (100 Greatest Sex Symbols) de Channel 4[268] et apparaît dans la liste Top 100 Tv Icons par Entertainment Weekly[269].
- En 2008, FHM la classe 32e femme la plus sexy de l'année 2008 et lui donne le nom de Comeback Queen (le retour d'une reine) car l'actrice avait été présente dans 4 films en 2007 et n'avait même pas figuré au classement de cette année-là.
- En 2009, FHM la fait figurer à la 39e place des femmes les plus sexy de l'année 2009 et lui accorde le titre d'Eternal Flame (flamme éternelle) car cette dernière fait partie d'énormément de classements de ce genre depuis qu'elle fut classée première en 1999[2].
- BuddyTV (en) la place comme étant la 27e femme de la télévision la plus sexy dans sa liste TV's 100 Sexiest Women de 2011[270].Elle participe à la campagne publicitaire Got Milk?[271] et apparaît dans le clip vidéo Sour Girl du groupe Stone Temple Pilots[272] mais aussi dans le clip Comin' Up From Behind de Marcy Playground[273].
- Sarah Michelle Gellar est aussi placée à la 18e place dans le classement des 100 stars pour adolescents de la télévision (Top 100 TV Teen Stars)[2].

### Travail d'actrice et passion du métier
Également, Sarah Michelle Gellar évoque les scènes d'amour dans une interview accordée au journal britannique The Independent en 2002 : « Les scènes d'amour ne sont jamais les choses les plus confortables au monde. Le plus grand avantage, c'est que je travaille avec la même équipe depuis six ans, ils sont donc comme ma famille. Il est beaucoup plus facile de faire des choses qui vous semblent ridicules ou gênantes lorsque vous êtes entouré de personnes qui vous sont proches, même si vous ne voudriez pas que votre vraie famille vous voie faire ce genre de choses ! Pour être honnête, c'est vraiment la chose la moins sexy au monde. David Boreanaz, qui était l'un de mes premiers petits amis dans la série, et moi étions les pires. Nous nous faisions des choses horribles. Par exemple, nous mangions du thon et des cornichons avant de nous embrasser. S'il devait déboutonner ma chemise ou mon pantalon, je les épinglais ou les cousais pour lui rendre la tâche aussi difficile que possible. Une fois, j'ai même renversé de la glace sur lui. »

Sarah Michelle Gellar explique avec ses mots ce qu'est pour elle le métier d'acteur :

« En tant qu'acteur, vous jouez en permanence ces autres personnages. Vous faites toujours semblant d'être quelqu'un d'autre, mais dans le même temps vous devez garder un œil sur qui vous êtes. Je pense que beaucoup d'actrices se perdent là-dessus parfois, parce que c'est difficile d'y arriver. Je peux à peine imaginer ce que ça doit être d'être une pop star, parce que vous ne jouez même pas un personnage, vous êtes un personnage. »

## Filmographie

### Cinéma

#### Longs métrages
- 1984 : Over the Brooklyn Bridge de Menahem Golan : la fille de Phil (non créditée)
- 1986 : Crossroads de Walter Hill : une fidèle à l'église (non créditée - scène coupée au montage)
- 1988 : Funny Farm de George Roy Hill : l'élève d'Elizabeth (non créditée - scène coupée au montage)
- 1989 : High Stakes d'Amos Kollek : Karen Rose (créditée en tant que Sarah Gellar)
- 1997 : Souviens-toi… l'été dernier (I Know What You Did Last Summer) de Jim Gillespie : Helen Shivers
- 1997 : Scream 2 de Wes Craven : Casey « Cici » Cooper
- 1998 : Small Soldiers de Joe Dante : la poupée Gwendy (voix originale)
- 1999 : Elle est trop bien (She's All That) de Robert Iscove : une fille dans la cafétéria (caméo - remerciement spécial)
- 1999 : Simplement irrésistible (Simply Irresistible) de Mark Tarlov : Amanda Shelton
- 1999 : Sexe Intentions (Cruel Intentions) de Roger Kumble : Kathryn Merteuil
- 2001 : Harvard Story (Harvard Man) de James Toback : Cindy Bandolini
- 2002 : Scooby-Doo de Raja Gosnell : Daphne Blake
- 2004 : Scooby-Doo 2 : Les monstres se déchaînent (Scooby-Doo 2: Monsters Unleashed) de Raja Gosnell : Daphne Blake
- 2004 : The Grudge de Takashi Shimizu : Karen Davis
- 2006 : Southland Tales de Richard Kelly : Krysta Now
- 2006 : The Grudge 2 de Takashi Shimizu : Karen Davis
- 2006 : The Return d'Asif Kapadia : Joanna Mills
- 2007 : Une fille à la page (Suburban Girl) de Marc Klein : Brett Eisenberg[275]
- 2007 : États de choc (The Air I Breathe) de Jieho Lee : Sorrow / Trista
- 2009 : Possession de Joel Bergvall et Simon Sandquist : Jessica[275]
- 2009 : Veronika décide de mourir (Veronika Decides to Die) d'Emily Young : Veronika Deklava
- 2022 : Si tu me venges... (Do Revenge) de Jennifer Kaytin Robinson : La proviseure
- 2022 : Clerks 3 (Clerks III) de Kevin Smith : une actrice à l'audition (caméo)
- 2025 : Souviens-toi… l'été dernier (I Know What You Did Last Summer) de Jennifer Kaytin Robinson : Helen Shivers (caméo)
- 2026 : Ready or Not 2: Here I Come de Tyler Gillett et Matt Bettinelli-Olpin : Rôle inconnu

#### Longs métrages d'animation
- 2006 : Cendrillon et le Prince (pas trop) charmant (Happily N'Ever After) de Paul J. Bolger : Sandy (Ella en version originale - voix originale)
- 2007 : TMNT : Les Tortues Ninja (TMNT) de Kevin Munroe : April O'Neil (voix originale)
- 2013 : Los ilusionautas d'Eduardo Schuldt : Nicole (voix anglophone - film produit en 2012, doublage réalisé en 2013)

### Télévision

#### Séries télévisées
- 1988 : Guillaume Tell (Crossbow) : Sara Guidotti (saison 2, épisode 13)
- 1988 : Spenser (Spenser : For Hire) : Emily (saison 3, épisode 17)
- 1991 : Une femme prénommée Jackie (en) (A Woman Named Jackie) : Jacqueline Bouvier adolescente (mini-série, 3 épisodes)
- 1992 : Swans Crossing (en) : Sidney Orion Rutledge (rôle principal - 65 épisodes)
- 1993-1995 : La Force du destin (All My Children) : Kendall Hart (rôle principal - 55 épisodes)
- 1997-2003 : Buffy contre les vampires (Buffy the Vampire Slayer) : Buffy Summers (rôle principal - 144 épisodes)
- 1998 : Les Rois du Texas (King of the Hill) : Marie (voix originale - saison 3, épisode 2)
- 1999-2000 : Angel : Buffy Summers (épisodes Je ne t'oublierai jamais et Sanctuaire)
- 2000 : Sex and the City : Debbie (saison 3, épisode 13)
- 2001 : Grosse Pointe : elle-même (saison 1, épisode 16)
- 2004, 2012 : Les Simpson (The Simpsons) : Gina Vendetti (voix originale - saison 15, épisode 16 et saison 24, épisode 1)
- 2005-2018 : Robot Chicken : divers personnages (voix originale - 13 épisodes)
- 2011-2012 : American Dad! : Phyllis / Jenny (voix originale - saison 7, épisode 5 et saison 8, épisode 6)
- 2011 : Dieu, le diable et Bob (God, the Devil and Bob) : cette actrice dans ce show (voix originale - saison 1, épisode 10 - produit en 2000)
- 2011-2012 : Ringer : Bridget Kelly / Siobhan Martin (rôle principal - 22 épisodes - également productrice exécutive)
- 2011 : La Force du destin (All My Children) : une patiente (caméo - épisode no 10 710)
- 2013-2014 : The Crazy Ones : Sydney Roberts (rôle principal - 22 épisodes)
- 2015-2016 : Star Wars Rebels : la Septième Sœur (voix originale - saison 2, 5 épisodes)
- 2016 : Les Pires Profs (Those Who Can't) : Gwen Stephanie (saison 1, épisode 4)
- 2019 : The Big Bang Theory : elle-même (saison 12, épisode 24)
- 2021 : Les Maîtres de l'univers : Révélation (Masters of the Universe: Revelation) : Teela (voix originale - rôle principal)
- 2023 : Wolf Pack : Kristin Ramsey
- Depuis 2024 : Dexter : Original Sin : Tanya Martin
- En préparation 2025 : Buffy contre les vampires (Buffy the Vampire Slayer) : Buffy Summers (rôle principal)
- En préparation 2026 : Breaking Bear : Blair (rôle principal)

#### Pilotes et projets télévisés annulés
- 2010 : The Wonderful Maladys : Alice Malady (pilote non retenu par HBO - rôle principal - également productrice exécutive)
- 2016 : Cruel Intentions : Kathryn Merteuil (pilote non retenu par NBC - rôle principal - également productrice exécutive)
- 2019 : Other People’s Houses : Anne Porter (pilote non retenu par FOX - rôle principal - également productrice exécutive)[276]
- 2019 : Sometimes I Lie : Amber Reynolds (pilote non retenu par FOX - rôle principal)[277]
- 2021 : Hot Pink (pilote non retenu par Prime Video - rôle principal)[278]

#### Téléfilms
- 1983 : An Invasion of Privacy de Mel Damski : Jennifer Bianchi
- 1998 : Les Nouveaux Robinson (en) (Beverly Hills Family Robinson) de Troy Miller : Jane Robinson (filmé en 1995)

#### Divers
- 1989 : Girl Talk : présentatrice (pilote d'émission télévisée non retenu)
- 1998, 1999, 2000, 2002 : Saturday Night Live : invitée (créditée saison 23, épisode 11 - saison 24, épisode 19 - saison 28, épisode 2)
- 2000 : Sour Girl de Stone Temple Pilots (vidéoclip)
- 2002 : Jack Black: Spider-Man de Joel Gallen (en) : Mary-Jane Watson / Wonder Woman (court métrage diffusé pendant les MTV Movie Awards)
- 2002 : Lord of the Piercing de Joel Gallen : Arwen (court métrage diffusé pendant les MTV Movie Awards)
- 2015 : Princess Rap Battle : Cendrillon (web-série, 1 épisode)
- 2019 : Killer Skin : Georgia Cunningham (court métrage diffusé pendant le Super Bowl - également productrice exécutive)
- 2024 : RuPaul's Drag Race : Elle-même, Juge (invitée spéciale saison 16, épisode 4)

### Jeux vidéo
Sarah Michelle Gellar est représentée dans le jeu vidéo Call of Duty: Black Ops, sur une map Zombie intitulée Call of the Dead dans lequel elle tourne un film d'horreur avec les acteurs Michael Rooker, Danny Trejo et Robert Englund et réalisé par George A. Romero. Attaqués par des zombies durant le tournage en Sibérie, leur mission est de survivre. Le jeu est disponible dans le DLC (Contenu téléchargeable) Call of the Dead (inclus dans le pack de cartes Escalation disponible sur le Xbox Live ou le PlayStation Store).
Elle prête sa voix à son propre personnage.
- 2010 : Call of Duty: Black Ops (DLC Call of the Dead) : elle-même (voix originale)

## Salaires
| Année     | Film                                      | Salaire                             |
| --------- | ----------------------------------------- | ----------------------------------- |
| 1997-2003 | Buffy contre les vampires                 | 10 800 000 $                        |
| 1999      | Sexe Intentions                           | 500 000 $                           |
| 1999      | Simplement irrésistible                   | Estimé entre 350 000 $ et 500 000 $ |
| 2002      | Scooby-Doo                                | 1 500 000 $                         |
| 2004      | Scooby-Doo 2 : Les monstres se déchaînent | 4 500 000 $                         |
| 2004      | The Grudge                                | 600 000 $                           |
| 2011-2012 | Ringer                                    | 90 000 $ par épisode                |

## Distinctions

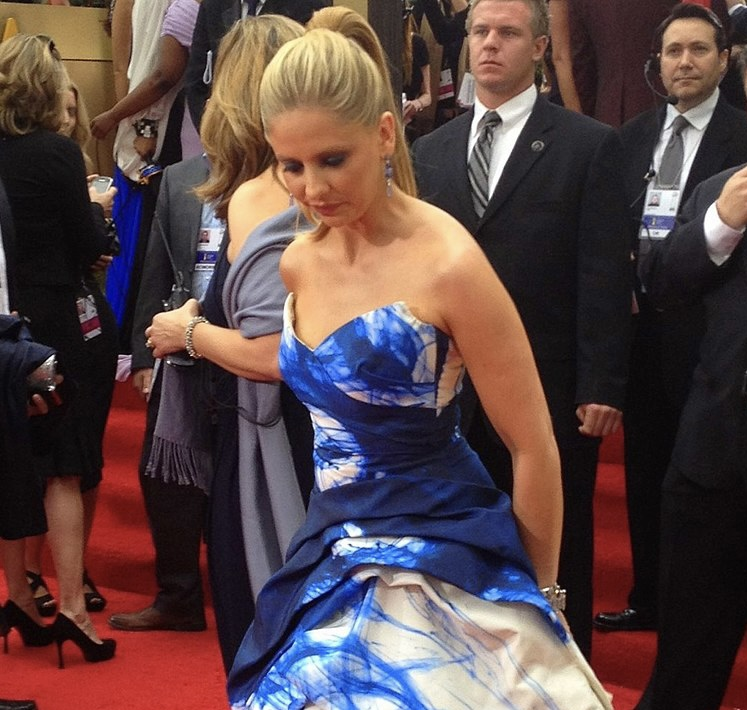
Sarah Michelle Gellar aux Golden Globes en 2012.

Au cours de sa carrière, Sarah Michelle Gellar a reçu plusieurs prix cinématographiques et télévisuels pour ses interprétations, tous rôles confondus. Ainsi, à seulement 18 ans, elle remporte le Emmy Awards de la meilleure jeune actrice dans une série pour La Force du destin. Une récompense qui lui ouvre beaucoup de portes.
Elle obtient pas moins de sept récompenses pour Buffy contre les vampires dont quatre Teen Choice Awards, le Saturn Award de la meilleure actrice à la télévision en 1999 et surtout une nomination pour le Golden Globe de la meilleure actrice dans une série dramatique en 2001. Côté cinéma, Sarah se voit décerner le prix du Meilleur second rôle féminin dans un film d'horreur pour Souviens-toi... l'été dernier en 1998 aux Blockbuster Entertainment Awards et une nomination pour le prix de la meilleure révélation féminine de l'année aux MTV Movie Awards de la même année pour ce même film.
L'une de ces plus prestigieuses récompenses reste le MTV Movie Award de la meilleure actrice pour Sexe Intentions en 2000. Elle gagne ce soir-là le MTV Movie Award du meilleur baiser avec Selma Blair. S'ensuivent des récompenses et des nominations pour les films Scooby-Doo et The Grudge puis pour son rôle dans la série Ringer. En 2014, elle gagne le People's Choice Award de la meilleure actrice dans une nouvelle série pour The Crazy Ones.
| Année | Cérémonie                        | Catégorie et œuvre                                                                       | Résultat    |
| ----- | -------------------------------- | ---------------------------------------------------------------------------------------- | ----------- |
| 1993  | Young Artist Awards              | Meilleure jeune actrice dans une nouvelle série pour Swans Crossing (en)                 | Nommée      |
| 1993  | Young Artist Awards              | Best Young Actress in an Off-Primetime Serie pour Swans Crossing (en)                    | Nommée      |
| 1994  | Emmy Awards                      | Meilleure jeune actrice dans une série télévisée dramatique pour La Force du destin      | Nommée      |
| 1995  | Emmy Awards                      | Meilleure jeune actrice dans une série télévisée dramatique pour La Force du destin      | Récompensée |
| 1998  | Blockbuster Entertainment Awards | Meilleur second rôle féminin - Horreur pour Souviens-toi... l'été dernier                | Récompensée |
| 1998  | MTV Movie Awards                 | Meilleure révélation féminine de l'année pour Souviens-toi... l'été dernier              | Nommée      |
| 1998  | Saturn Awards                    | Meilleure actrice à la télévision pour Buffy contre les vampires                         | Nommée      |
| 1999  | FHM                              | Femme la plus belle au monde                                                             | Récompensée |
| 1999  | Saturn Awards                    | Meilleure actrice à la télévision pour Buffy contre les vampires                         | Récompensée |
| 1999  | Teen Choice Awards               | Meilleure actrice dans une série dramatique pour Buffy contre les vampires               | Récompensée |
| 2000  | Csapnivaló Awards                | Meilleure actrice dans une comédie pour Sexe Intentions                                  | Nommée      |
| 2000  | MTV Movie Awards                 | Meilleure actrice pour Sexe Intentions                                                   | Récompensée |
| 2000  | MTV Movie Awards                 | Meilleur baiser pour Sexe Intentions (avec Selma Blair)                                  | Récompensée |
| 2000  | MTV Movie Awards                 | Meilleur méchant pour Sexe Intentions                                                    | Nommée      |
| 2000  | Teen Choice Awards               | Meilleure actrice dans une série dramatique pour Buffy contre les vampires               | Récompensée |
| 2000  | Saturn Awards                    | Meilleure actrice à la télévision pour Buffy contre les vampires                         | Nommée      |
| 2001  | Golden Globe Awards              | Meilleure actrice dans une série dramatique pour Buffy contre les vampires               | Nommée      |
| 2001  | Saturn Awards                    | Meilleure actrice à la télévision pour Buffy contre les vampires                         | Nommée      |
| 2001  | Teen Choice Awards               | Meilleure carrière                                                                       | Récompensée |
| 2001  | Teen Choice Awards               | Meilleure actrice à la télévision pour Buffy contre les vampires                         | Nommée      |
| 2002  | Kids' Choice Awards              | Meilleure héroïne d'action pour Buffy contre les vampires                                | Récompensée |
| 2002  | Satellite Awards                 | Meilleure rôle dans une œuvre télévisée pour Buffy contre les vampires                   | Récompensée |
| 2002  | Saturn Awards                    | Meilleure actrice à la télévision pour Buffy contre les vampires                         | Nommée      |
| 2002  | Teen Choice Awards               | Meilleure actrice dans une série dramatique pour Buffy contre les vampires               | Récompensée |
| 2002  | Teen Choice Awards               | Meilleure actrice dans un film de comédie pour Scooby-Doo (film)                         | Récompensée |
| 2002  | Teen Choice Awards               | Meilleur couple dans un film de comédie pour Scooby-Doo (film) (avec Freddie Prinze Jr.) | Nommée      |
| 2002  | Young Hollywood Awards           | Meilleur jeune vétéran féminin pour sa carrière                                          | Récompensée |
| 2003  | Teen Choice Awards               | Meilleure actrice dans une série dramatique pour Buffy contre les vampires               | Récompensée |
| 2003  | Saturn Awards                    | Meilleure actrice à la télévision pour Buffy contre les vampires                         | Nommée      |
| 2003  | Satellite Awards                 | Meilleure prestation féminine dans une série dramatique pour Buffy contre les vampires   | Nommée      |
| 2004  | Saturn Awards                    | Meilleure actrice à la télévision pour Buffy contre les vampires                         | Nommée      |
| 2005  | MTV Movie Awards                 | Meilleure prestation la plus effrayante pour The Grudge                                  | Nommée      |
| 2005  | Teen Choice Awards               | Meilleure actrice dans un film d'horreur-thriller pour The Grudge                        | Nommée      |
| 2012  | Teen Choice Awards               | Meilleure actrice dans une série dramatique pour Ringer                                  | Nommée      |
| 2014  | People's Choice Award            | Meilleure actrice dans une nouvelle série pour The Crazy Ones                            | Récompensée |
| 2023  | Cannes Séries                    | CANAL+ ICON AWARD                                                                        | Récompensée |

## Voix francophones
En France, Claire Guyot est la voix française régulière de Sarah Michelle Gellar, depuis 1997, la série La Force du destin ayant été doublé tardivement. Elle l'a doublée dans la quasi-totalité de ses apparitions à l'écran, hormis dans Souviens-toi... l'été dernier où Valérie Siclay lui prête sa voix, le film étant sorti avant la série Buffy contre les vampires.
Au Québec, Aline Pinsonneault est la voix québécoise la plus régulière de l'actrice.